# Tower Bridge
Tower Bridge este un pod peste Tamisa situat în Londra. Podul a fost construit între anii 1888 - 1894 și leagă partea de sud cu nordul orașului. Lungimea totală a podului este de 244 m, înălțimea pilierilor atinge 65 m. Tower Bridge a fost proiectat în stilul neogotic de Horace Jones. Pe malul de nord al Tamisei se află Turnul Londrei (Tower of London) și Saint Katharine Docks. Pe malul de sud se găsește City Hall. Frecvent turiștii confundă Tower Bridge cu Podul Londrei (London Bridge), care este podul următor pe direcția sensului de curgere a Tamisei.
O legendă urbană spune că în 1968, Robert McCulloch, cel care a cumpărat London Bridge și l-a reconstruit în Lake Havasu, a crezut că a cumpărat Tower Bridge. Acest zvon a fost infirmat de McCulloch și de Ivan Luckin, cel care a vândut podul. 
Tower Bridge este în același timp un pod mobil și un pod suspendat. Podul are două turnuri care sunt legate între ele la nivelul superior prin pasarele, care au rolul de a se opune forțelor orizontale exercitate de secțiunile suspendate ale podului de pe părțile dinspre uscat ale turnurilor. Componentele verticale ale forțelor din secțiunile suspendate și reacțiile verticale ale celor două pasarele sunt suportate de cele două turnuri robuste. Pivoții pentru basculare și mașinile necesare deschiderii podului sunt adăpostite la baza fiecărui turn. Culoarea actuală a podului datează din 1977 când a fost vopsit în roșu, alb și albastru în onoarea Reginei Elisabeta a II-a, cu prilejul celei de-a 25-a aniversări a urcării pe tron. Culoarea originală a fost maro ciocolatiu.

## Istoric

### Fundalul istoric

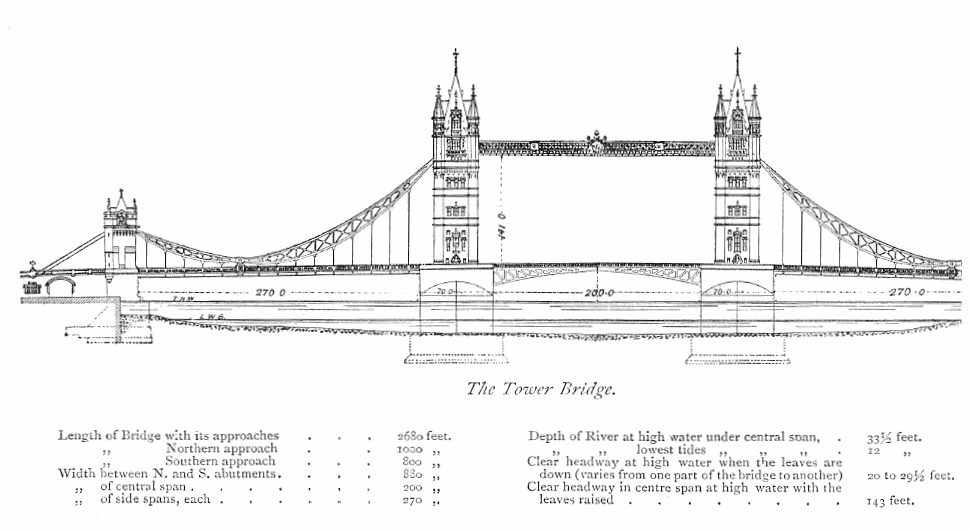
Secțiune verticală și dimensiuni

În a doua jumătate a secolului al XIX-lea, dezvoltarea comerțului în estul Londrei a dus la o cerere de construire a unui nou pod în aval de Podul Londrei. Un pod tradițional, fix, nu putea fi construit pentru că ar fi împiedicat accesul la facilitățile portuare în zona Pool of London, între Podul Londrei și Turnul Londrei. 
În 1876 a fost format un comitet special, condus de Sir Albert Joseph Altman, pentru a găsi o soluție cu privire la problema traversării râului. Comisia a organizat un concurs de proiecte. Peste 50 de planuri au fost trimise, inclusiv unul creat de un inginer, Sir Joseph Bazalgette. Modul de evaluare a proiectelor a fost controversat și numai în 1884, un proiect trimis de Horace Jones, arhitectul orașului (care era și unul din membrii juriului), a fost aprobat. 
Inginerul lui Jones, Sir John Wolfe Barry, a susținut ideea unui pod mobil cu două turnuri construite pe piloni. Traveea centrală era împărțită în două părți egale care puteau fi ridicate pentru a permite desfășurarea traficului pe râu. Cele două deschideri laterale erau poduri suspendate, cu tije de suspensie ancorate atât la contraforturi, cât și la partea de sus a turnurilor.

### Construcția

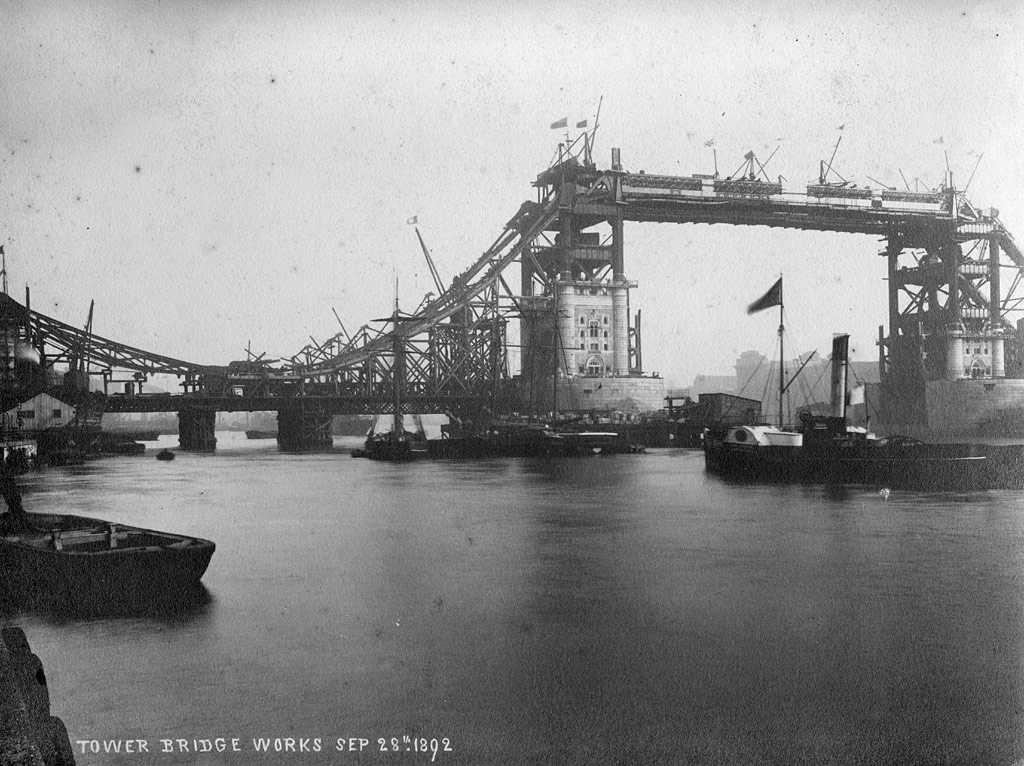
Tower Bridge în construcție, 1892

Construcția podului a început în anul 1886 și a durat opt ani, cu cinci antreprenori importanți - Sir John Jackson (fundația), William George Armstrong (hidraulică), William Webster, Herbert Henry Bartlett și Sir William Arrol & Co. – 
și 432 de muncitori constructori. E W Crutwell a fost inginerul șantierului.
Doi piloni masivi, care conțineau peste 70.000 de tone de beton,
au fost înfipți în solul de pe fundul râului pentru a susține construcția. Peste 11.000 de tone de oțel au constituit scheletul turnurilor și a traveelor.
Această structură a fost apoi îmbrăcată în granit de Cornish și piatră de Portland pentru a proteja părțile metalice și pentru a-i da podului un aspect plăcut.
Jones a murit în 1887 și George D. Stevenson a preluat conducerea proiectului.
Stevenson a înlocuit fațada de cărămizi originală propusă de Jones cu o fațadă ornată în stil victorian gotic, care face ca podul să fie un reper distinctiv. Modificarea a avut ca scop armonizarea podului cu Turnul Londrei din vecinătate.
Costul total al construcției a fost de 1.184.000 lire sterline (100.000.000 de lire sterline în 2010).

### Inaugurarea
Podul a fost inaugurat oficial pe 30 iunie 1894 de Prințul de Wales (viitorul rege Eduard al VII-lea) și de soția acestuia, Prințesa de Wales (viitoarea regină Alexandra).
Înainte ca podul să fie construit, Tower Subway, un tunel aflat la 400 m spre vest, era cel mai scurt mod de traversare a râului dinspre Tower Hill către Tooley Street în Southwark. Deschis în 1870, Tower Subway a fost primul tunel subteran de cale ferată, dar a fost închis după numai trei luni și a fost redeschis ca tunel pentru pietoni. O dată ce Tower Bridge a fost deschis publicului, mare parte din traficul pietonal a fost preluat de pod, pentru că aici nu se plătea nicio taxă pentru trecere. Pentru că a pierdut mult din venituri, tunelul a fost închis în 1898.
Tower Bridge este unul din cele cinci poduri din Londra care în prezent este în proprietatea și administrarea Bridge House Estates, o fundație non-profit aflată sub controlul City of London Corporation. Este singurul dintre podurile fundației care nu leagă City of London de Southwark, capătul de nord fiind în Tower Hamlets.

## Proiectul
Podul are 244 m lungime și două turnuri de 65 m înălțime, construite pe piloni. Traveea centrală, de 61 m, este divizată în două părți care pot fi ridicate la un unghi de 83 de grade pentru a permite circulația pe râu. Fiecare parte, cântărind peste 1000 de tone, este contrabalansată pentru a minimiza forța și a permite ridicarea în 5 minute.
Cele două travee laterale sunt poduri suspendate, fiecare de 82 m lungime, cu tijele de susținere fixate în contraforturi și în turnuri. Pasarelele pentru pietoni sunt la 44 m deasupra râului când acesta are cel mai înalt nivel.

### Sistemul hidraulic

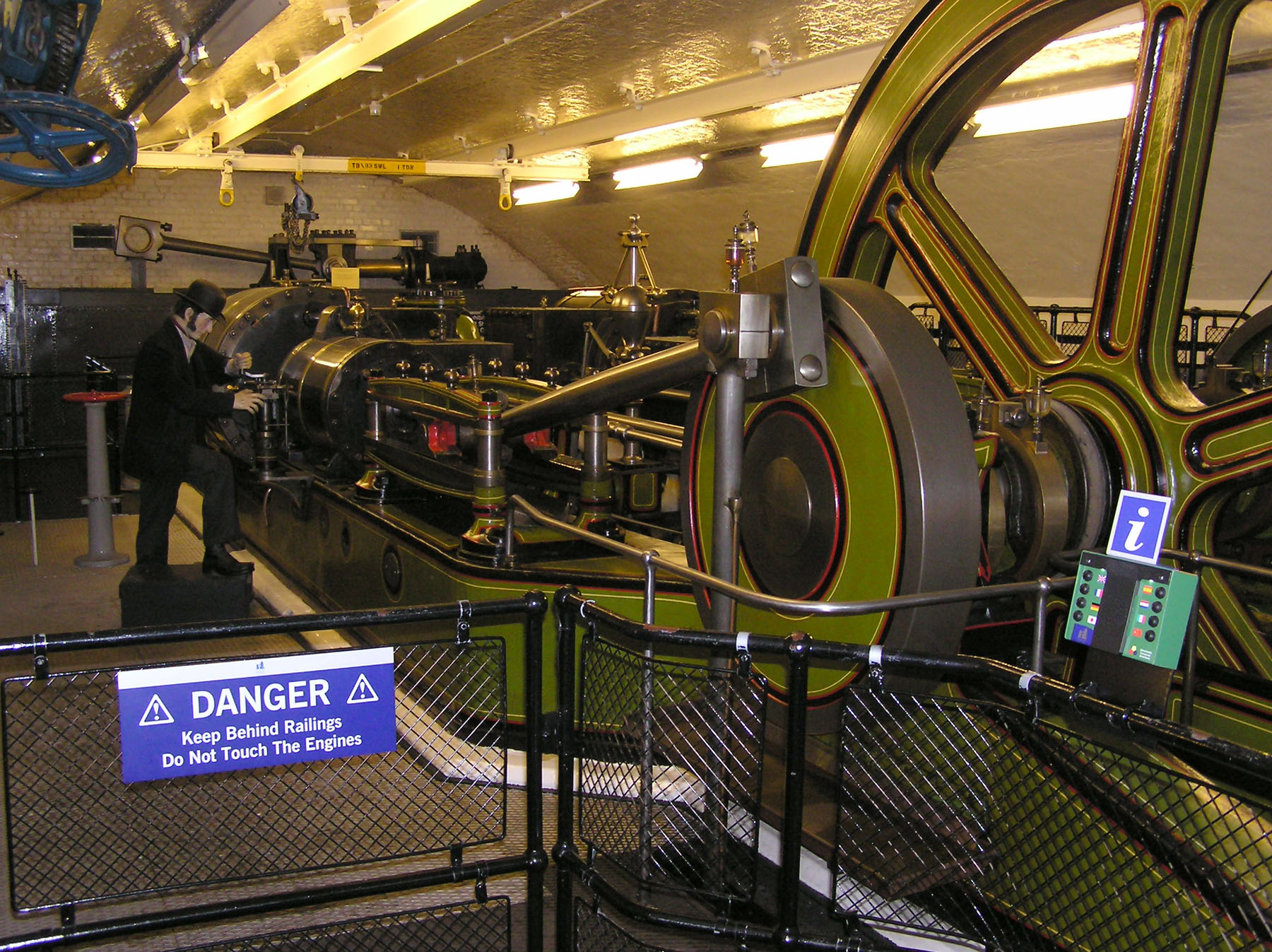
Unul dintre motoarele cu aburi de 360 CP

Mecanismul de ridicare original era alimentat de apă sub presiune stocată în câteva acumulatoare hidraulice.
Sistemul a fost proiectat și instalat de Sir W. G. Armstrong Mitchell & Company din Newcastle upon Tyne. Apa, la o presiune de 5171067.968 Pa, era pompată în acumulatoare de două motoare cu aburi de 360 CP.
În anul 1974, mecanismul original a fost înlocuit cu un sistem modern electro-hidraulic, proiectat de BHA Cromwell House. Singurele componente ale sistemului original care încă sunt folosite sunt pinioanele finale, care învârt roțile fixate pe părțile mobile. Acestea sunt puse în mișcare de motoare hidraulice moderne, care folosesc uleiul ca fluid hidraulic.
Unele dintre mecansimele hidraulice originale au fost păstrate, deși nu mai sunt folosite. Acestea sunt exponatele principale în muzeul podului situat în vechea sală a motoarelor din partea de sud a podului. Muzeul include motoarele cu aburi, două dintre acumulatoare, unul dintre motoarele hidraulice care au pus în mișcare partea mobilă, precum și alte artefacte.

#### Al treilea motor cu aburi

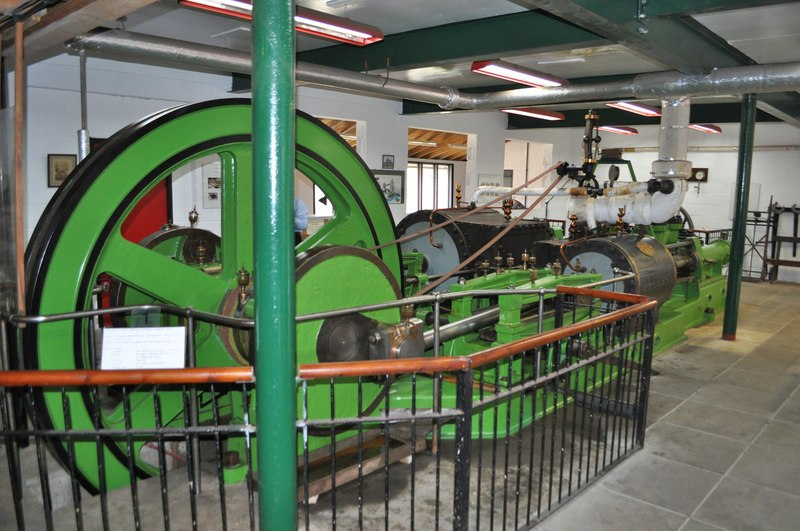
Al treilea motor în stare de funcționare,
laForncett Industrial Steam Museum

În timpul celui de-al doilea război mondial, în anul 1942, ca o măsură de prevenire a încetării funcționării podului ca urmare a avarierii motoarelor de către inamic, a fost instalat un al treilea motor,, de 150 CP, construit de Vickers Armstrong Ltd. în atelierele Elswick din Newcastle upon Tyne. A fost echipat cu un volant de 2,7 m în diametru, cântărea 9 tone și funcționa la o viteză de 30 rpm.  Motorul nu a mai fost de folos după ce sistemul a fost modernizat în 1974 și a fost donat muzeului Forncett Industrial Steam Museum.

### Controlul navigației
Pentru a controla traficul pe râu au fost stabilite diferite reguli și semnale. În cursul zilei, controlul era asigurat de luminile roșii ale semafoarelor montate pe cabinele de control de pe pilonii de la fiecare capăt al podului. Noaptea se foloseau lumini colorate, pentru fiecare direcție, pe ambii piloni: două lumini roșii care indicau că podul e închis și două lumini verzi care arătau că este deschis. Pe ceață se folosea și un gong.
Vasele care treceau pe sub pod trebuia să afișeze semnale: ziua, o bilă neagră de 0,61 m în diametru era atârnată acolo unde putea fi văzută, iar noaptea, două lumini roșii în același loc. Pe ceață, navele trebuia să emită semnale sonore în mod repetat.
Dacă o bilă neagră era suspendată în zona mijlocului fiecărei pasarele (sau o lumină roșie pe timpul nopții) însemna că podul nu putea fi deschis. Aceste semnale erau repetate la aproximativ 900 de metri în aval, la Cherry Garden Pier, unde vasele care voiau să treacă pe sub pod trebuia să își afișeze propriile semnale vizuale și să emită semnale sonore în timp ce se apropiau, pentru a-l alerta pe „maestrul podului”.
Mecanismul de control pentru echipamentele de semnalizare a fost păstrat și poate fi văzut funcționând în muzeul podului.

## Reacții
Deși podul este un reper incontestabil, profesioniștii de la începutul secolului al XX-lea au fost foarte critici cu privire la felul în care podul arată. „E țipător și reprezintă viciul prețiozității, precum și o falsificare a stării reale a structurii" a scris H. H. Statham,, în timp ce Frank Brangwyn a declarat că „o structură mai absurdă decât Tower Bridge nu a fost niciodată aruncată peste un râu strategic”.
Istoricul specialist în arhitectură Dan Cruickshank a ales podul și alte trei construcții pentru serialul documentar realizat de BBC în 2002, Britain's Best Buildings.

## Tower Bridge astăzi

Tower Bridge, vedere dinspre aval, la asfințit.
Podul unește The Borough (Southwark, în sudul râului, în partea stângă a fotografiei) cu centrul City of London, Districtul Financiar.

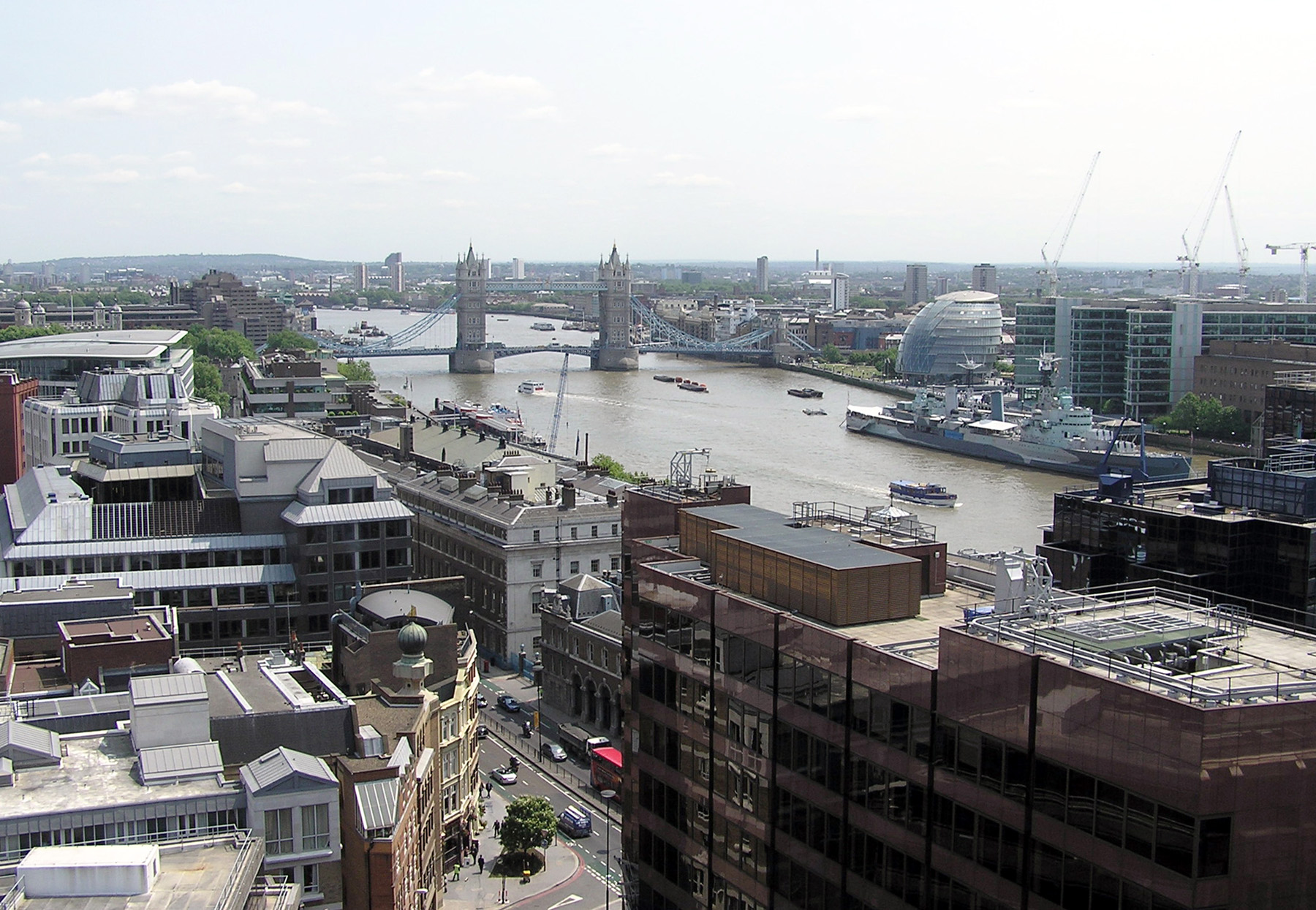
Modul în care Tower Bridge este așezat peste râu, vedere dinspre vest, de pe platforma coloanei The Monument. City Hall este clădirea de forma unei căști de motociclist, iar pe râu este vizibilă nava muzeu HMS Belfast.

### Traficul rutier
Tower Bridge este încă o trecere importantă și aglomerată peste Tamisa: în fiecare zi trec peste pod peste 40.000 de oameni (în mașini, cu motociclete sau pe jos). 
Podul face parte din inelul rutier al City of London și este limita estică a zonei în care se plătește pentru accesul cu autovehicule (nu se plătește însă o taxă pentru trecerea pe pod cu mașina).
Pentru a menține integritatea structurii istorice, City of London Corporation a impus o limită de viteză de 32 km/h și o limită de masă de 18 t pentru vehiculele care circulă pe pod. Un sistem sofisticat dotat cu aparat fotografic măsoară viteza vehiculelor care trec pe pod, folosind plăcuțele de înmatriculare ca sistem de recunoaștere a mașinilor pentru a trimite amenzile șoferilor care depășesc viteza legală.
Un al doilea sistem monitorizează alți parametri ai vehiculelor. Bucle de inducție și detectoare piezoelectrice sunt folosite pentru a măsura greutatea, înălțimea șasiului și numărul de axe pentru fiecare vehicul.

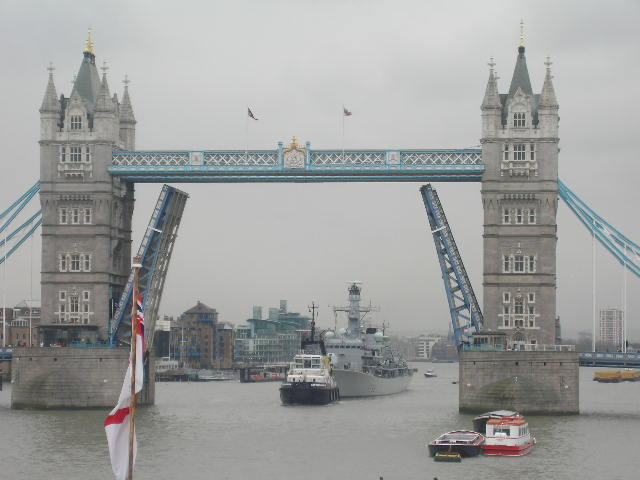
Podul deschis pentru a lăsa să treacă fregata
HMS Northumberland (F238)

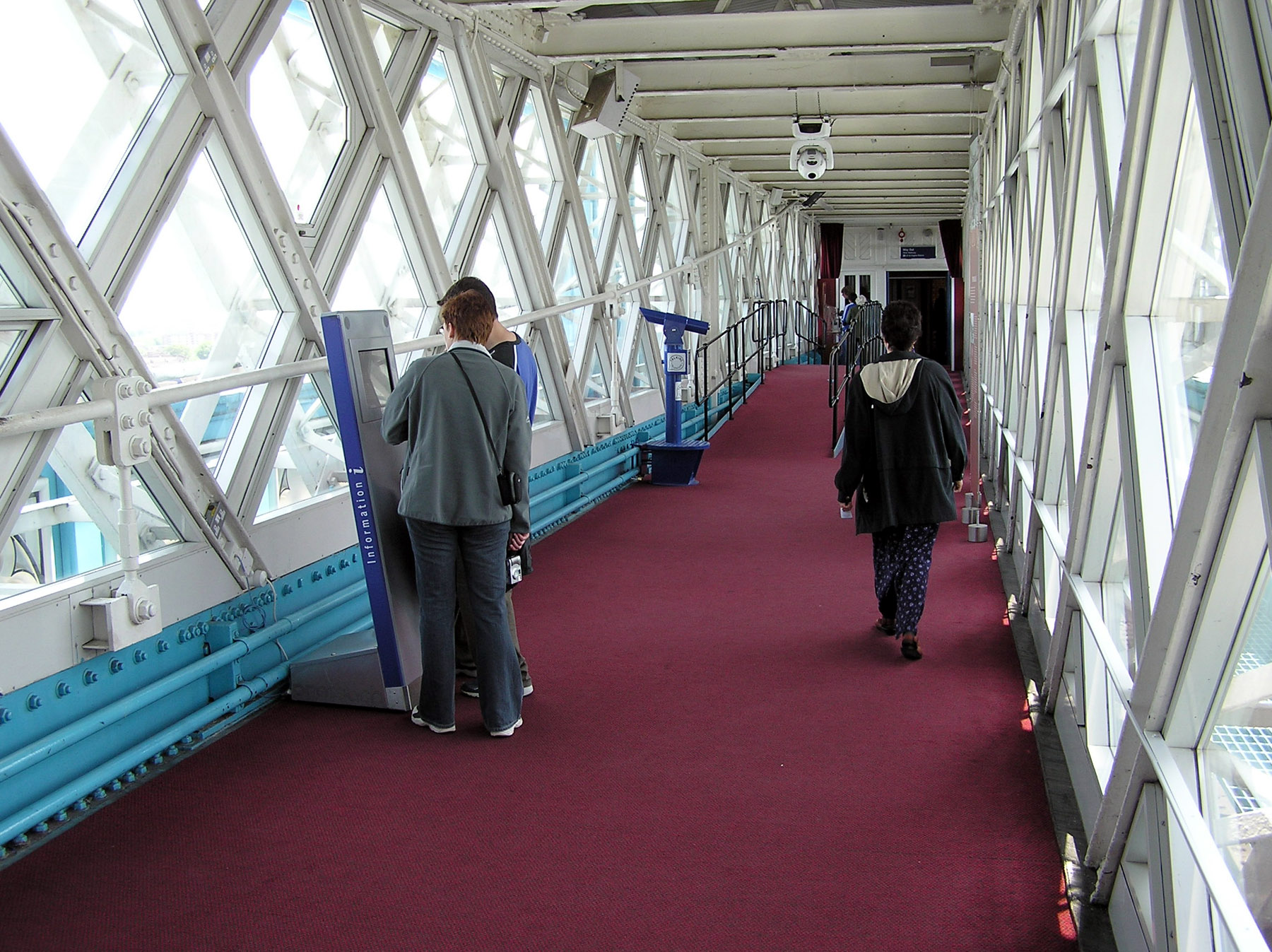
Interiorul nivelului superior - pasarelă (folosit ca spațiu pentru expoziții)

### Navigația pe râu
Părțile mobile ale podului sunt ridicate de aproximativ 1000 de ori pe an.
Traficul pe râu s-a redus mult, dar încă are prioritate față de traficul rutier. În prezent este necesară o notificare făcută cu 24 de ore înainte de deschiderea podului.
Un sistem computerizat a fost instalat în anul 2000 pentru a controla ridicarea și coborârea părților mobile prin telecomandă. Din nefericire nu s-a dovedit suficient de funcțional, podul rămânând blocat, în poziție deschisă sau închisă, de câteva ori în anul 2005, până când senzorii au fost înlocuiți.

### Expoziția Tower Bridge
Pasarelele din partea de sus, care unesc cele două turnuri, au dobândit o reputație neplăcută ca loc de întâlnire pentru prostituate și pentru hoții de buzunare și au fost închise în anul 1910. În anul 1982, pasarelele au fost redeschise ca parte a Expoziției Tower Bridge, organizată în turnuri, pasarele și în camera victoriană a motoarelor. Pasarelele oferă priveliști uimitoare asupra râului și asupra locurilor vestite din Londra, fiind vizitate de peste 380.000 de turiști anual. Expoziția are și filme, fotografii și afișări interactive pentru a explica de ce și cum a fost construit Tower Bridge. Vizitatorii pot vedea motorul cu aburi original care odinioară rotea părțile mobile, expus într-o clădire situată în apropierea capătului sudic al podului.

### Modernizările din 2008–2012

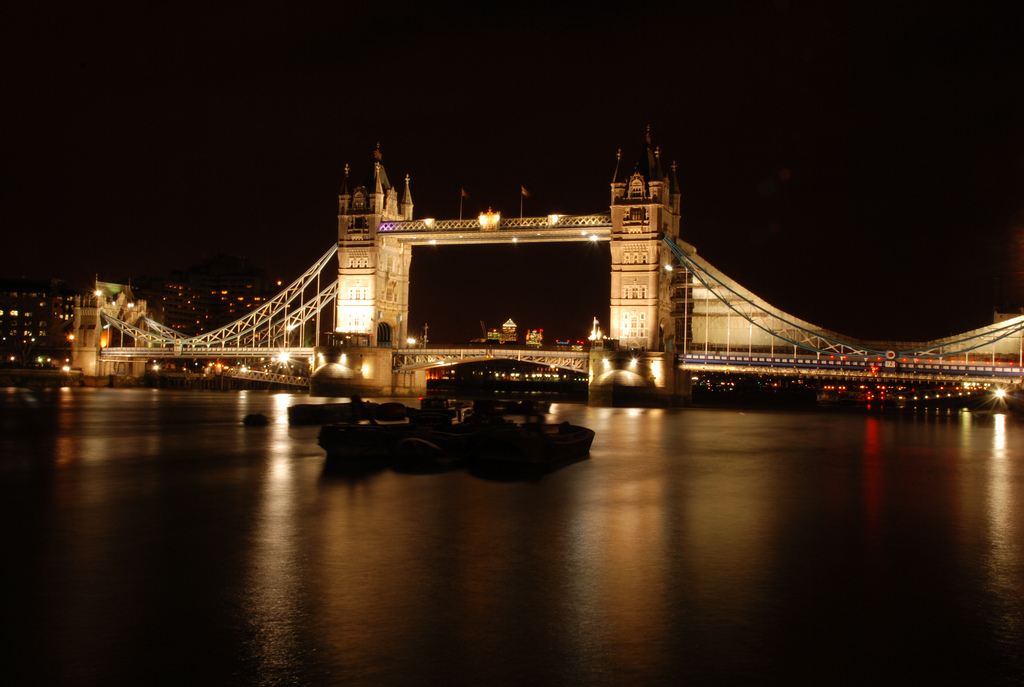
Podul văzut dinspre City Hall în timpul modernizărilor (se observă paravanele din partea dreaptă a fotografiei)

În aprilie 2008 s-a făcut anunțul că podul va fi modernizat, costul lucrărilor fiind de 4 milioane de lire sterline. Lucrările au fost planificate să dureze 4 ani și au presupus îndepărtarea vopselei până la metal și revopsirea în albastru și alb. Fiecare secțiune a fost învelită în schele și folii de plastic pentru a evita ca vopseaua veche să cadă în râu și să-l polueze. Începând cu mijlocul anului 2008, constructorii au lucrat la câte un sfert de pod pentru a reduce perturbările traficului, dar închiderile drumului au fost inevitabile. Podul va rămâne deschis traficului rutier până la sfârșitul anului 2010, dar este de așteptat să fie închis pentru câteva luni. Se intenționează ca lucrările să reziste 25 de ani după ce vor fi terminate.
Renovarea interiorului pasarelelor a fost terminat la mijlocul anului 2009. În interiorul acestora a fost instalat un nou sistem de iluminare, proiectat de Eleni Shiarlis, pentru când pasarelele sunt folosite ca spații expoziționale sau spații pentru evenimente sociale. Noul sistem oferă posibilitatea de a folosi lumina normală sau de atmosferă, aceasta din urmă folosind corpuri de iluminat special confecționate, bazate pe tehnologia LED, proiectate să fie ascunse în structura podului și fixate fără a fi necesare găuri (această cerință este consecința faptului că podul este clasificat ca bun cultural important).
Renovarea celor patru lanțuri care susțin părțile suspendate s-a terminat în martie 2010, folosindu-se un sistem de înaltă tehnologie care solicită șase straturi diferite de vopsea.

## Incidente

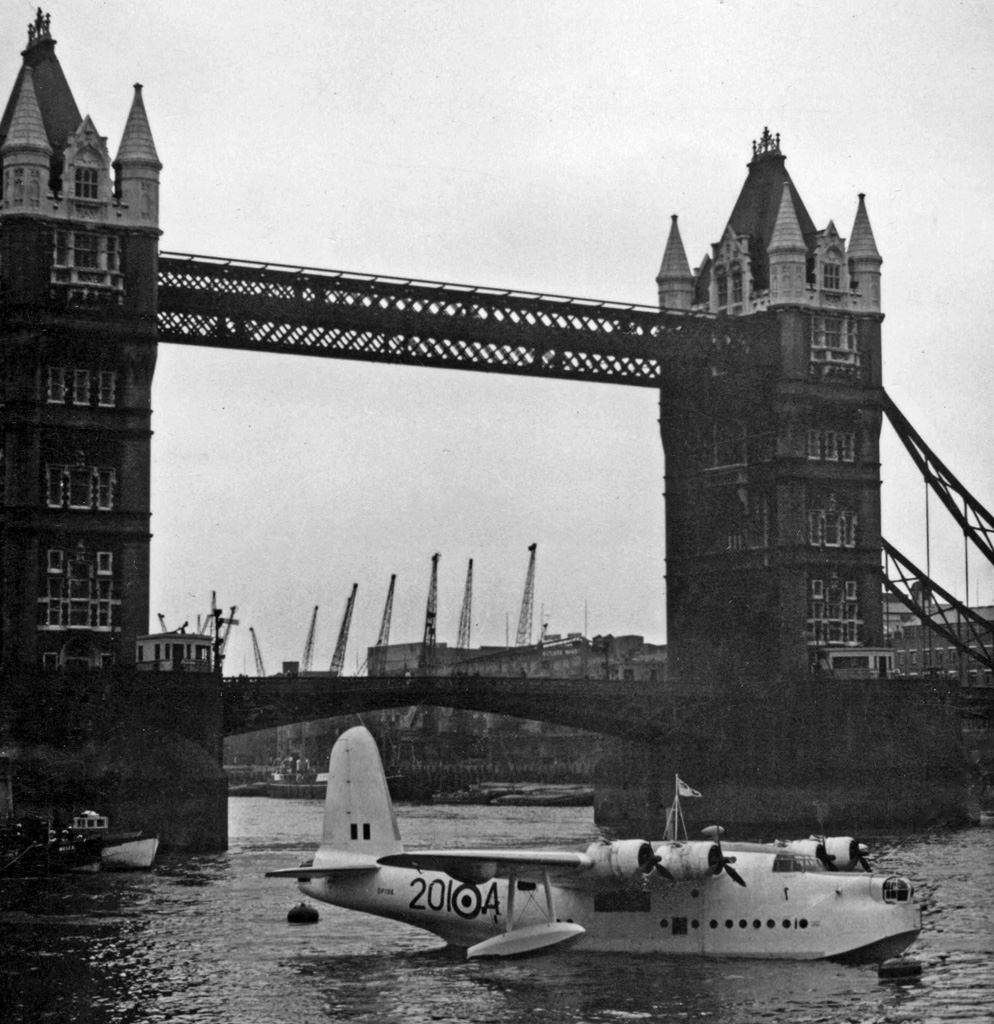
Un hidroavion Short Sunderland ancorat la Tower Bridge în anul 1956 în timpul evenimentelor organizate în săptămâna dedicată Bătăliei Angliei.

În luna decembrie 1952, podul a fost deschis în timp ce un autobuz cu etaj se afla în traversare. La acel moment persoana de la barieră trebuia să sune un clopot de alarmă și să închidă barierele când podul era liber înainte ca paznicul să dispună ridicarea. Procesul a eșuat în intervalul în care un paznic era învoit. Autobuzul se afla aproape de capătul părții mobile dinspre sud cînd aceasta a început să se ridice; șoferul Albert Gunter a luat o decizie într-o fracțiune de secundă și a accelerat pentru a ajunge pe partea mobilă din partea de nord, care nu începuse să se ridice. Nimeni nu a fost grav rănit.
Pe 5 aprilie 1968 un avion de vânătoare Hawker Hunter din cadrul Royal Air Force, pilotat de locotenentul Alan Pollok, a zburat pe sub Tower Bridge. Neimpresionat de faptul că înalții funcționari nu aveau de gând să sărbătorească a 50-a aniversare a Royal Air Force cu zboruri în formație, Pollok a hotărât să facă singur ceva. Fără autorizație, Pollok a zburat cu avionul Hunter la altitudine mică de-a lungul Tamisei în aval, a trecut pe lângă Parlament și a continuat spre Tower Bridge. A zburat printre pasarele și calea de rulare pentru traficul auto, recunoscând ulterior că acesta a fost un gând care i-a venit când a văzut podul profilându-se în fața sa. Pollok a fost arestat după ce a aterizat și a fost dat afară din Royal Air Force pe motive medicale, fără să i se dea șansa să se apere în fața unei curți marțiale.
În vara anului 1973, un avion cu un singur motor Beagle Pup a fost pilotat de două ori pe sub pasarela pietonală a podului de Paul Martin, un broker în vârstă de 29 de ani. Martin era eliberat pe cauțiune în timpul cercetărilor pentru o fraudă comisă pe piața de acțiuni. El a zburat atunci foarte aproape de clădirile din City of London, apoi s-a îndreptat spre nord către Lake District, unde a murit după ce avionul său s-a prăbușit.
În mai 1997, mașina oficială a Președintelui Statelor Unite ale Americii, Bill Clinton, a fost surprinsă de deschiderea podului. Barja Gladys, pe drumul către Docurile St. Katharine, a ajuns conform orarului și podul a fost deschis la timp pentru ea. Aflat pe drumul de întoarcere de la restaurantul Le Pont de la Tour situat pe malul Tamisei, cu prim ministrul Tony Blair, președintele Clinton a fost mai puțin punctual și a ajuns chiar în momentul în care podul se ridica. Podul a împărțit mașina prezidențială în două, spre consternarea membrilor echipei de securitate. Un purtător de cuvânt pentru Tower Bridge a spus „Am încercat să luăm legătura cu Ambasada Americană, dar nu au răspuns la telefon.”
Pe 19 august 1999, Jef Smith a condus o „turmă” de două oi peste pod. El își exercita astfel o permisiune străveche, acordată celor cărora li se conferise titlul Freedom of The City, pentru a atrage atenția asupra puterilor cetățenilor în vârstă și asupra modului în care drepturile lor au fost restrânse.
Înainte de zorii zilei de 31 octombrie, David Crick, un militant al organizației pentru drepturile taților Fathers 4 Justice, a urcat pe o macara turn de 30 m înălțime 
de lângă Tower Bridge, costumat în omul păianjen, în prima zi a protestului său de șase zile. 
Temându-se pentru siguranța protestatarului și pentru siguranța șoferilor pe mașinile cărora acesta putea să cadă, poliția a demarcat zona, a închis podul și străzile învecinate și a produs congestionarea traficului pe scară largă în City și în estul Londrei. La acel moment, constructorul Taylor Woodrow Construction Ltd. era în mijlocul procesului de edificare a unui bloc turn de birouri cunoscut sub numele de K2. Poliția metropolitană a fost criticată pentru că a menținut interdicția de acces pentru cinci zile, deși aceasta nu era strict necesară în opinia unor cetățeni.
Pe 11 mai 2009, șase persoane au rămas blocate și au fost rănite după ce un lift a căzut de la 3 m în turnul de nord.

## Cultura populară

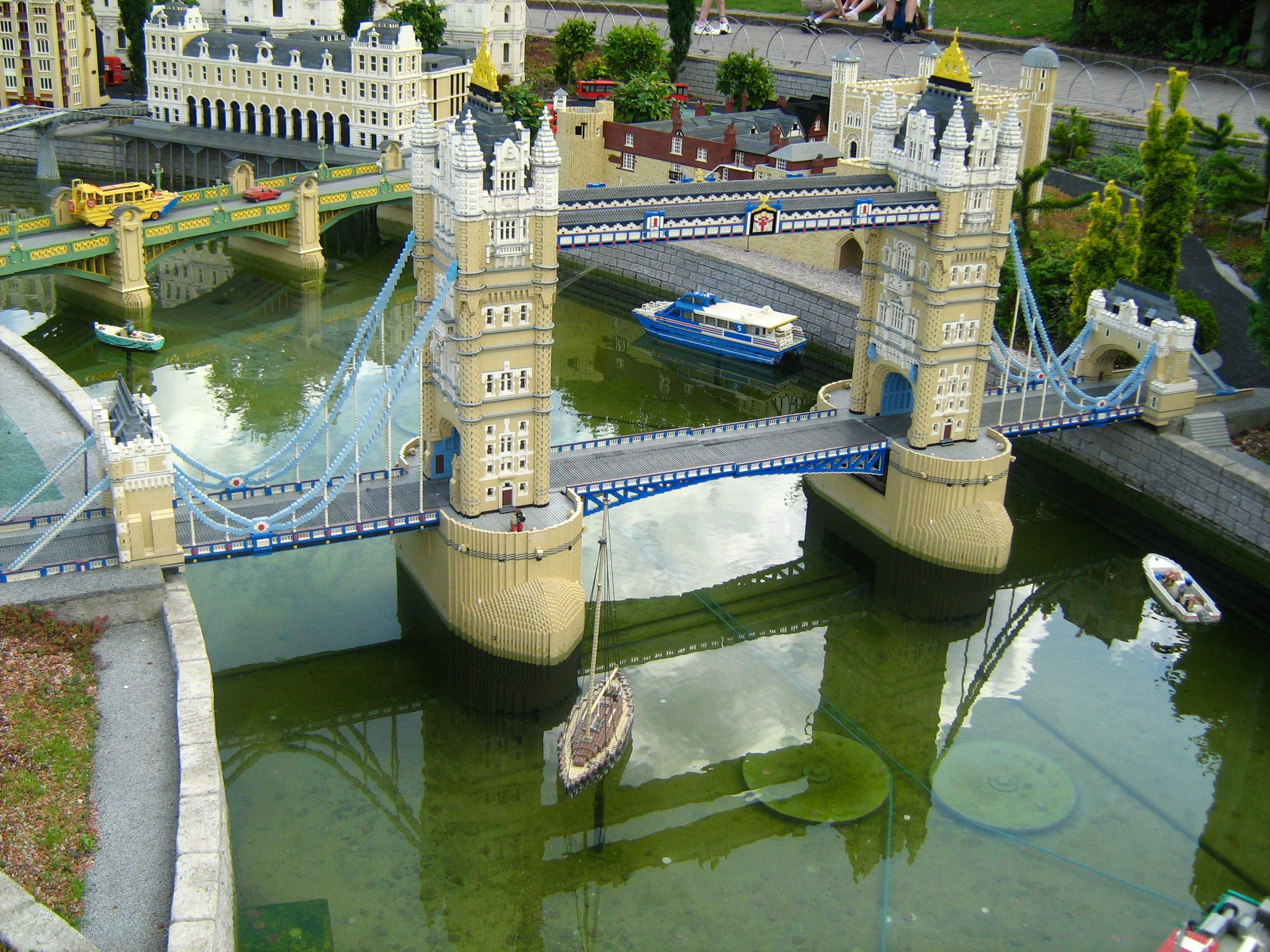
Macheta Tower Bridge, în parcul Legoland Windsor

Tower Bridge apare, aflat încă în construcție, folosind tehnologia CGI în filmul Sherlock Holmes din anul 2009. Una din scenele finale a fost filmată în exterior, pe pod, pentru momentul culminant al filmului. 
Podul este centrul unei secvențe mari de acțiune din filmul Mumia revine. Deși podul a fost construit în 1894, apare și în filmul The Wolfman a cărui acțiune se petrece în anul 1891. 
De asemenea, podul apare în multe episoade ale anime-ului Black Butler și este locul pentru bătălia finală dintre îngerul angela și demonul Sebastian.
Podul apare și drept casa colonelului comandor William Raymond, interpretat de Peter Cushing, în filmul Biggles Adventures in Time (1986).

## Galerie

### Tower Bridge, Londra deschizându-se

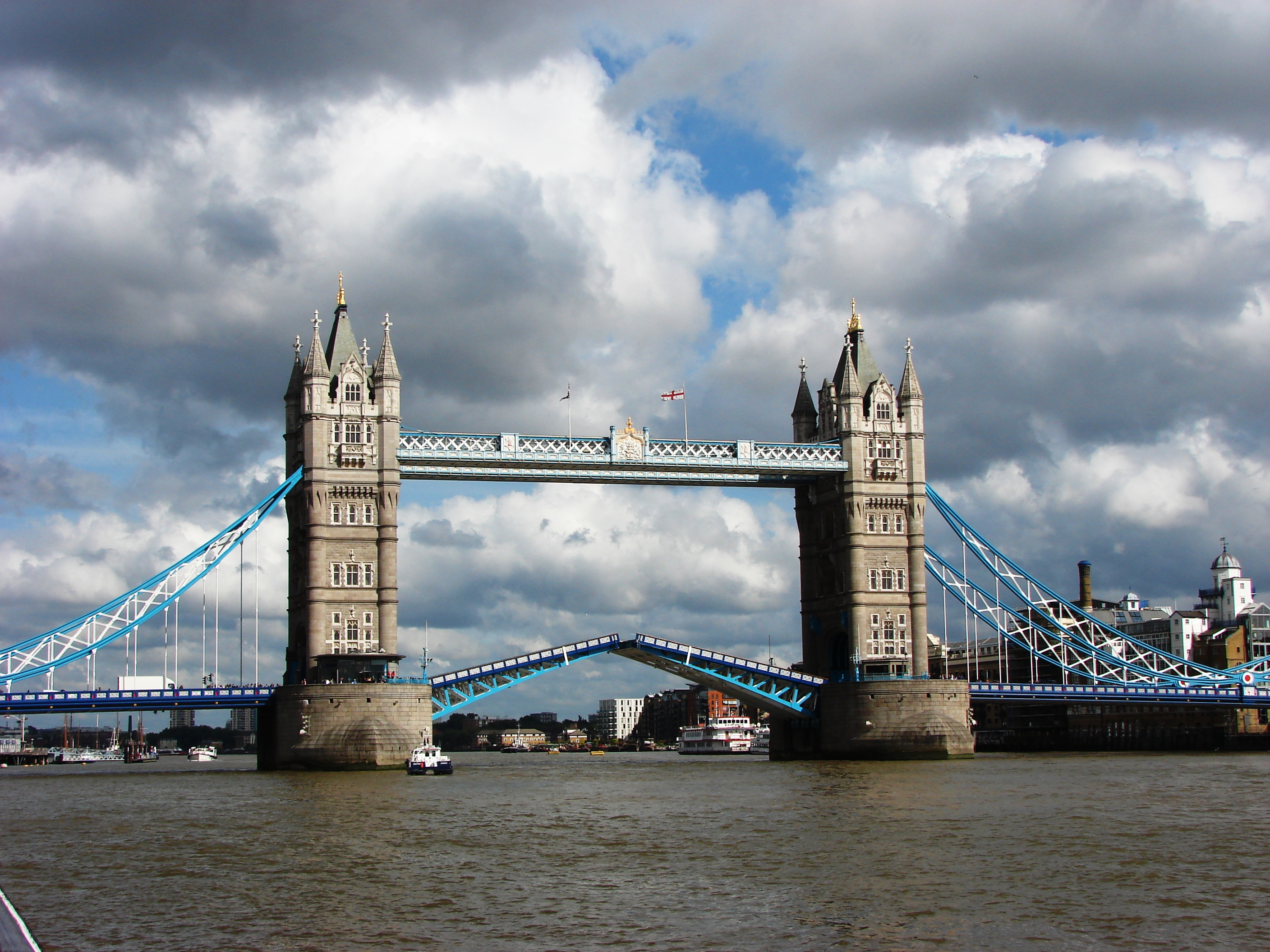
Tower_Bridge,London_Getting_Opened_1
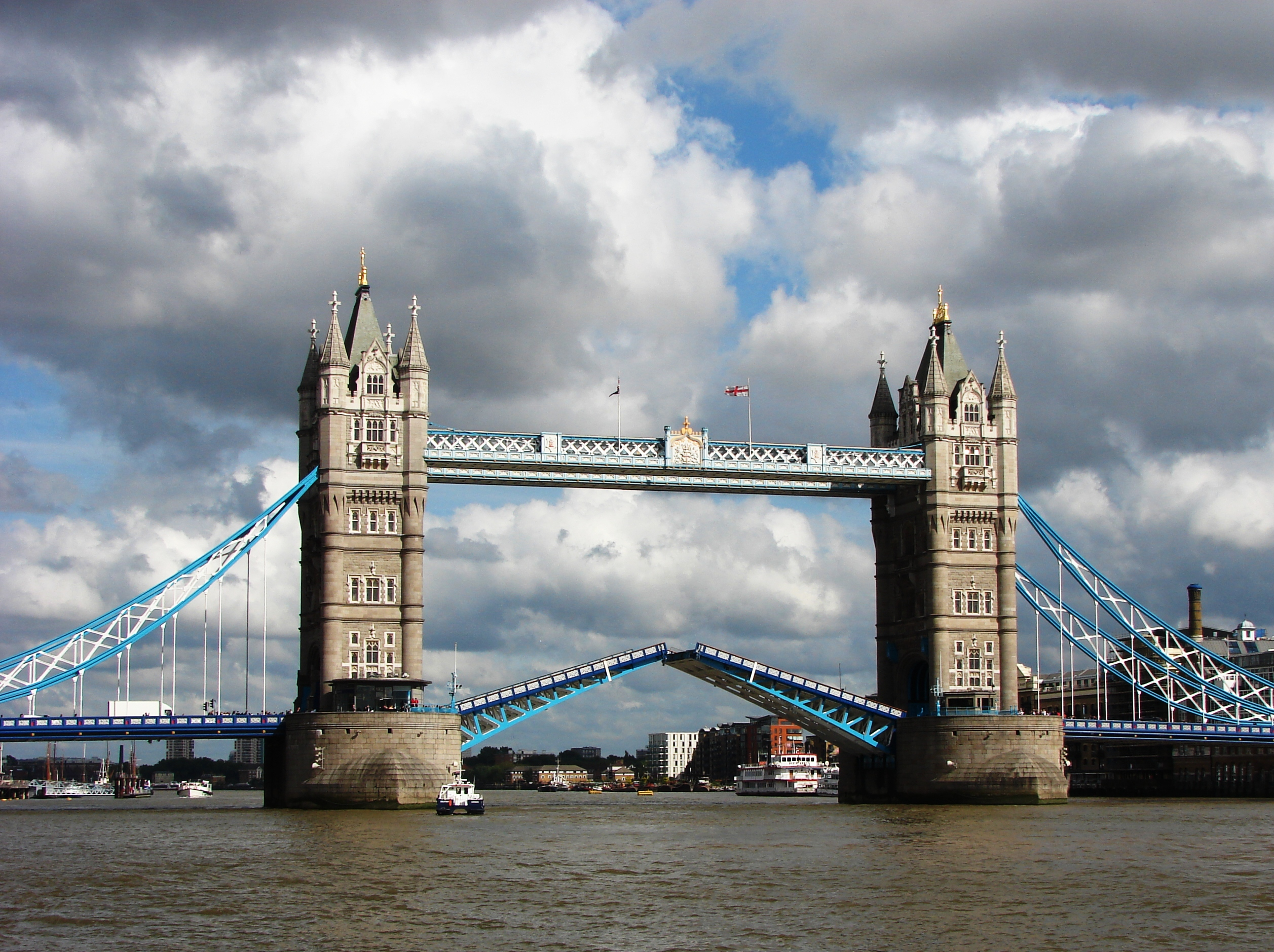
Tower_Bridge,London_Getting_Opened_2
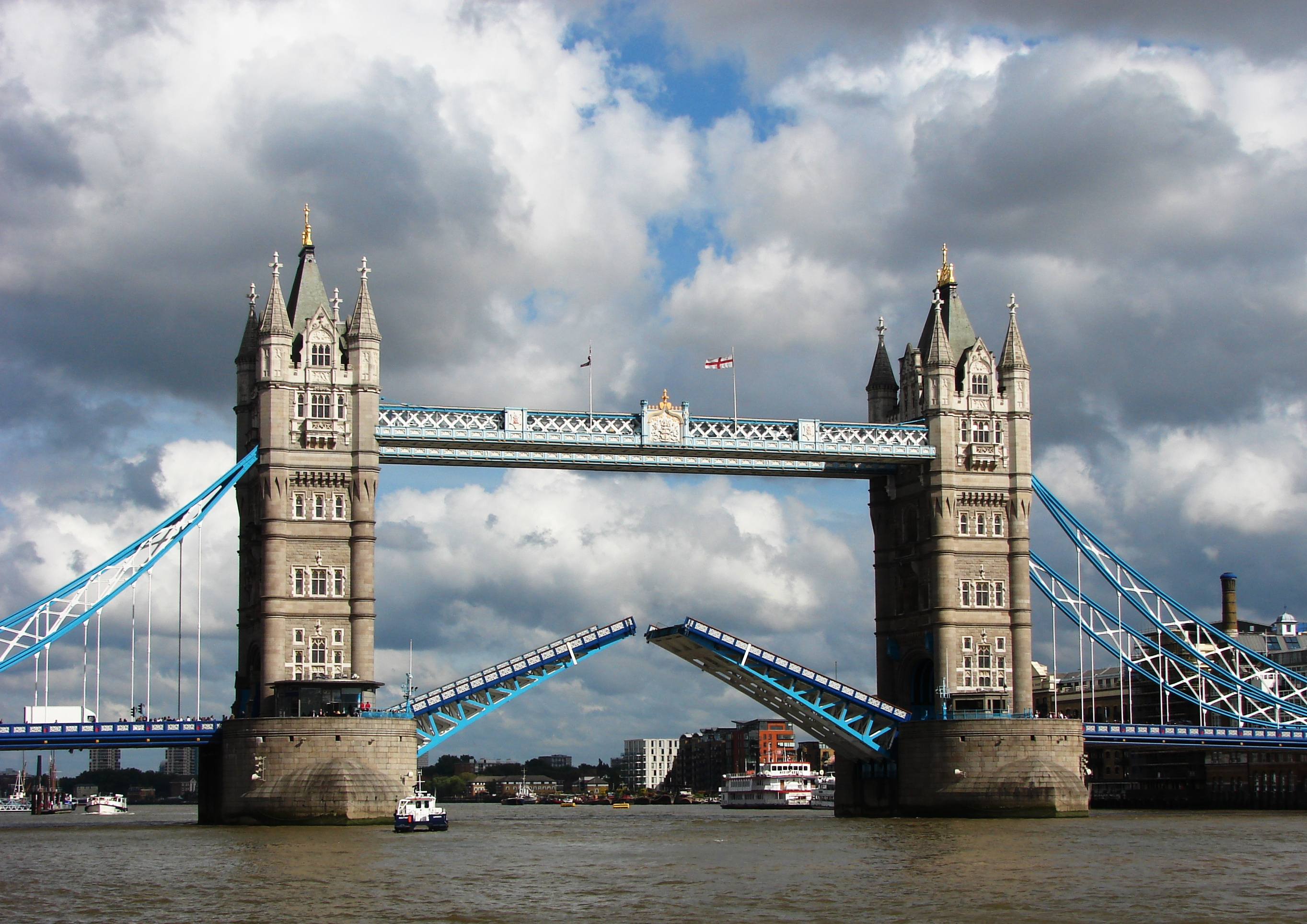
Tower_Bridge,London_Getting_Opened_3
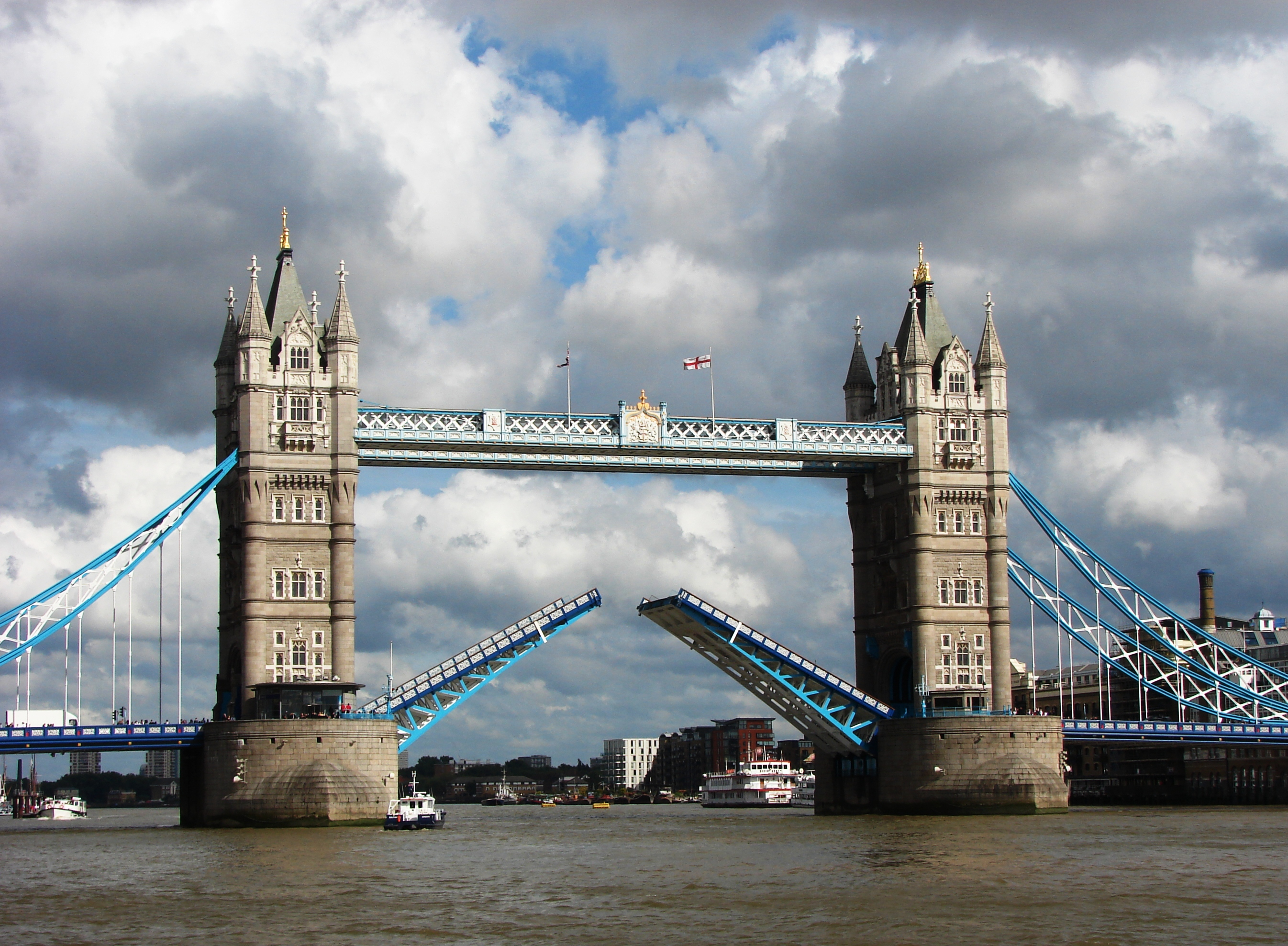
Tower_Bridge,London_Getting_Opened_4
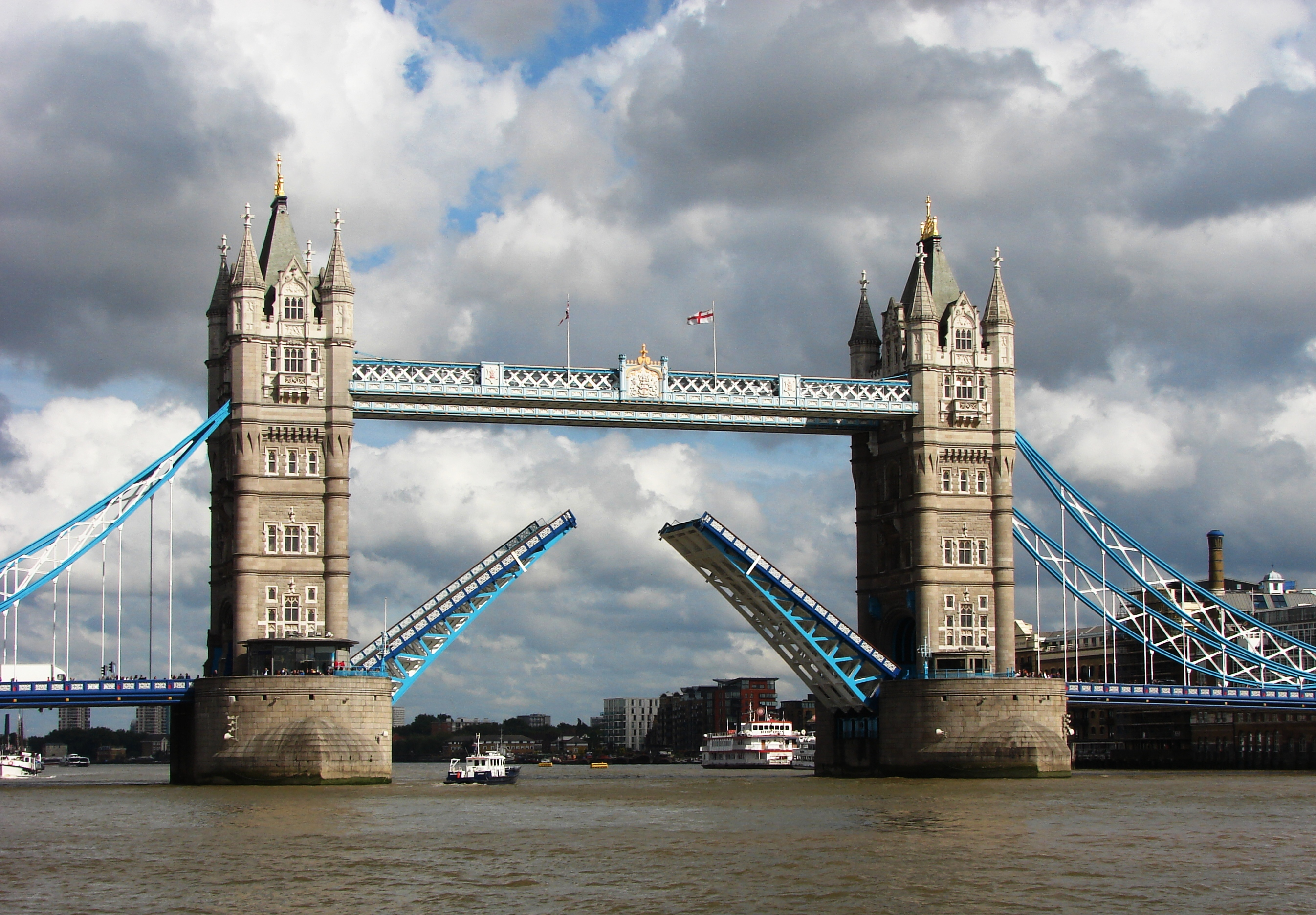
Tower_Bridge,London_Getting_Opened_5
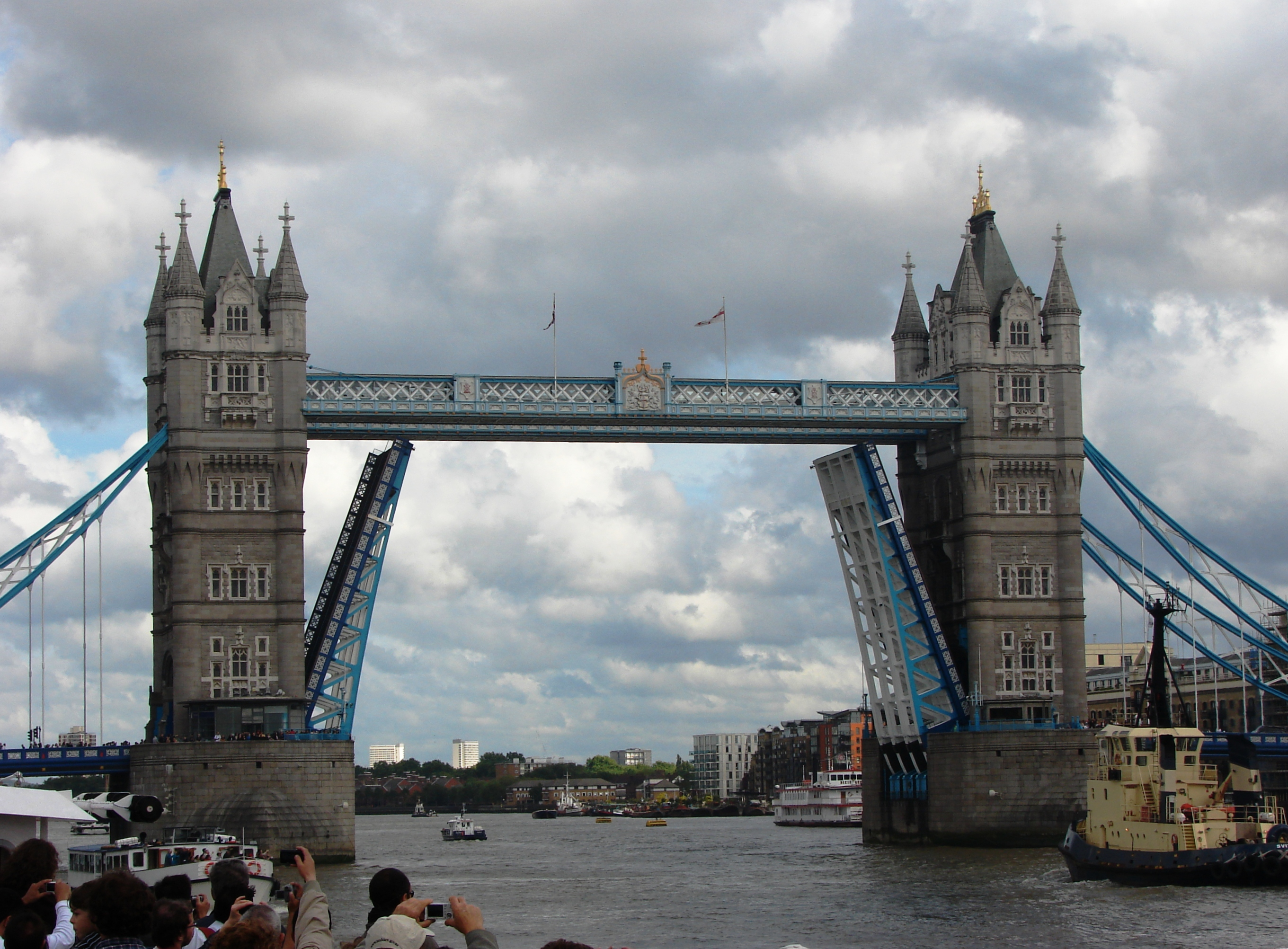
Tower_Bridge,London_Getting_Opened_6
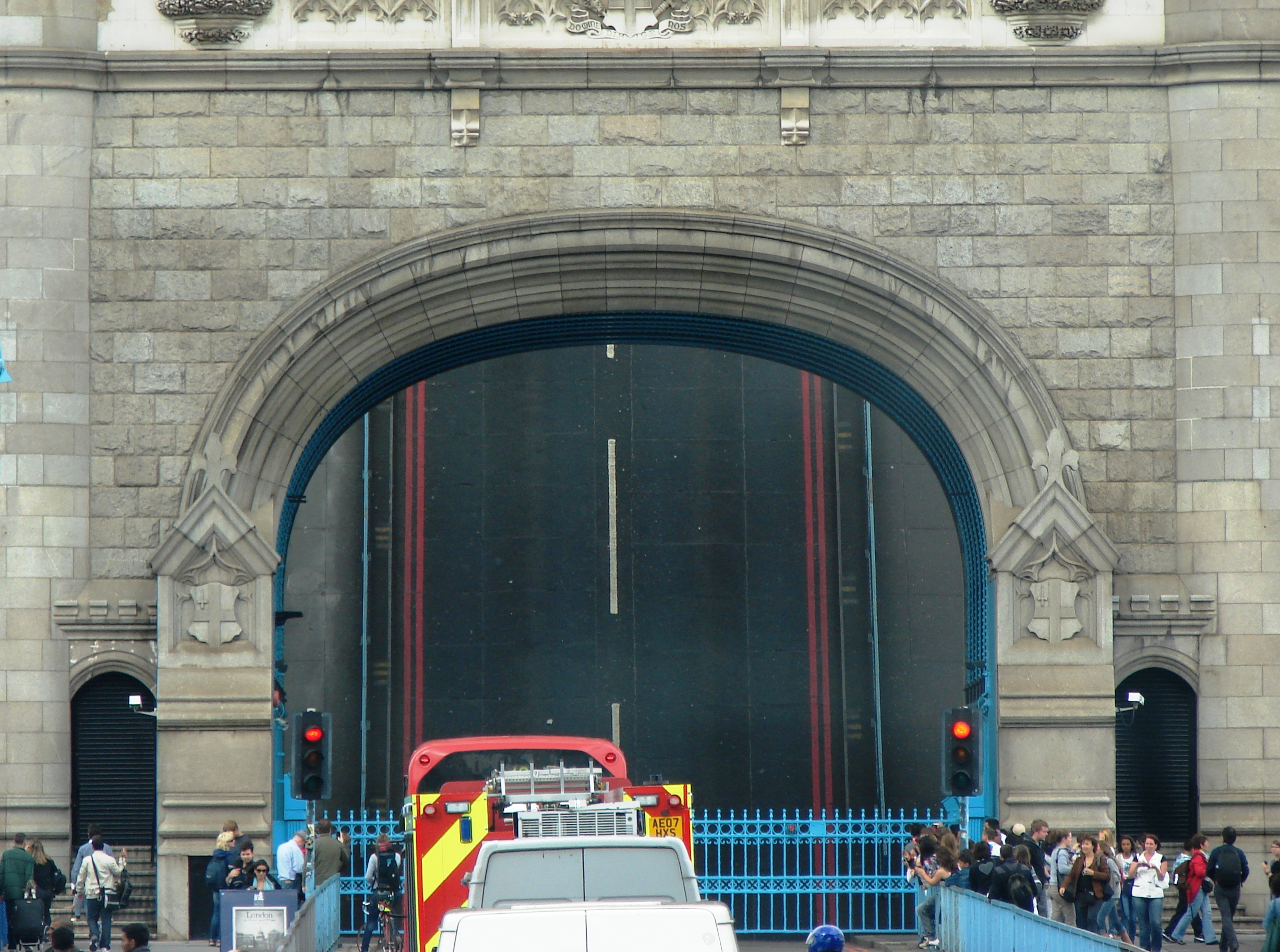
The Tower Bridge, London completely opened

### Poze cu Tower Bridge

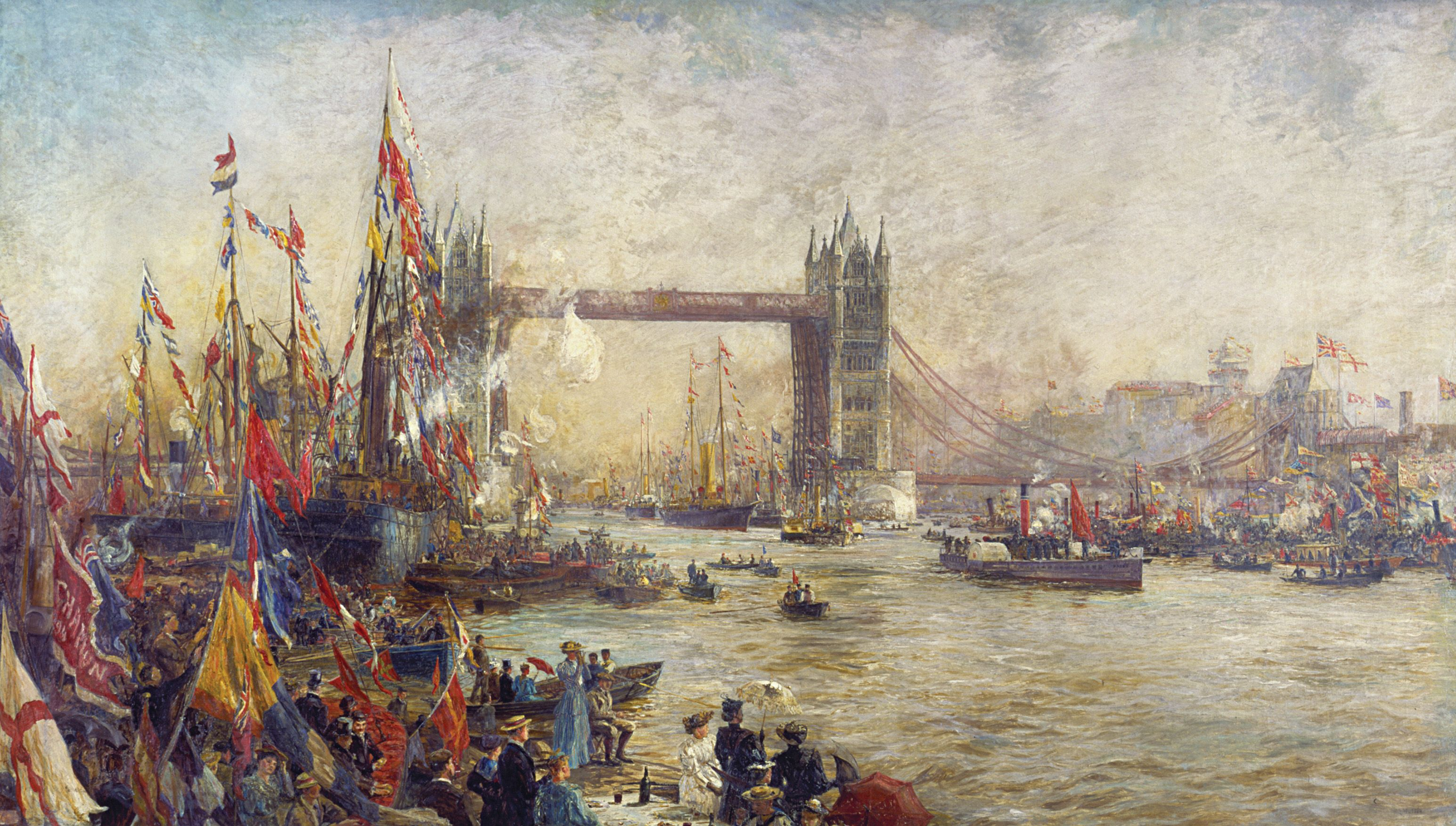
William Lionel Wyllie, "The Opening of Tower Bridge" (1895)
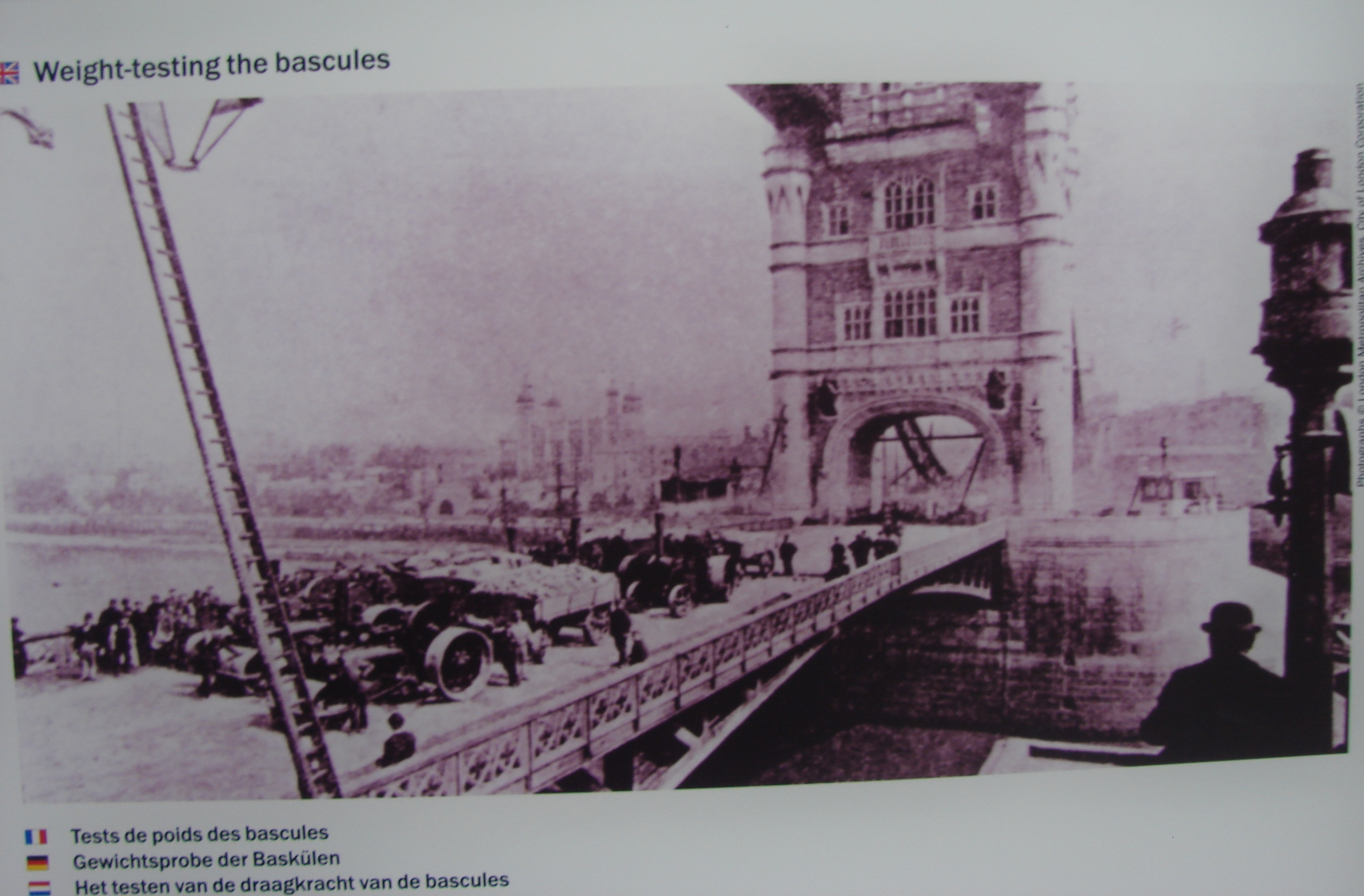
Tower_Bridge,London_Construction_photo_2
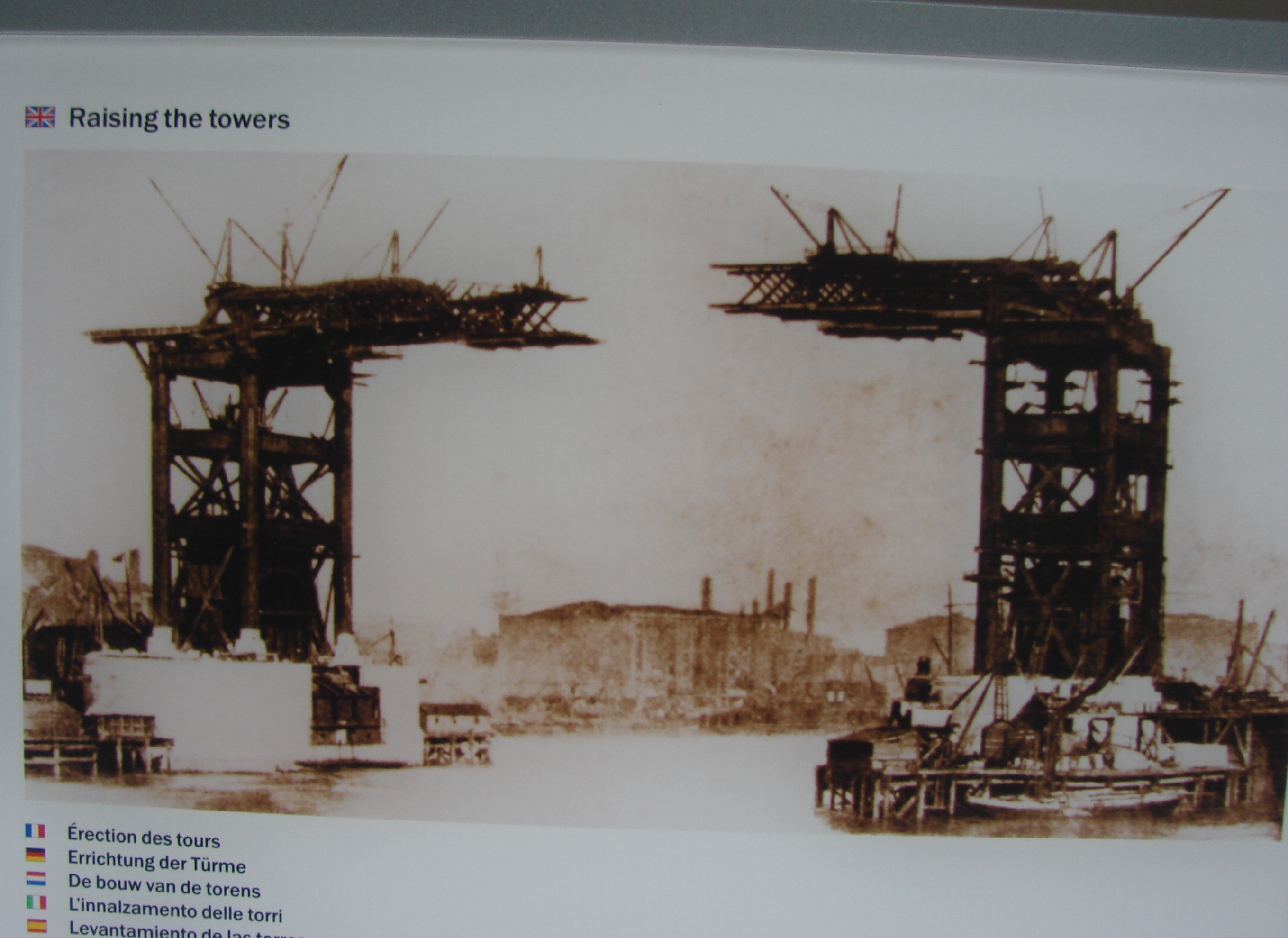
Tower Bridge, London Under Construction 1
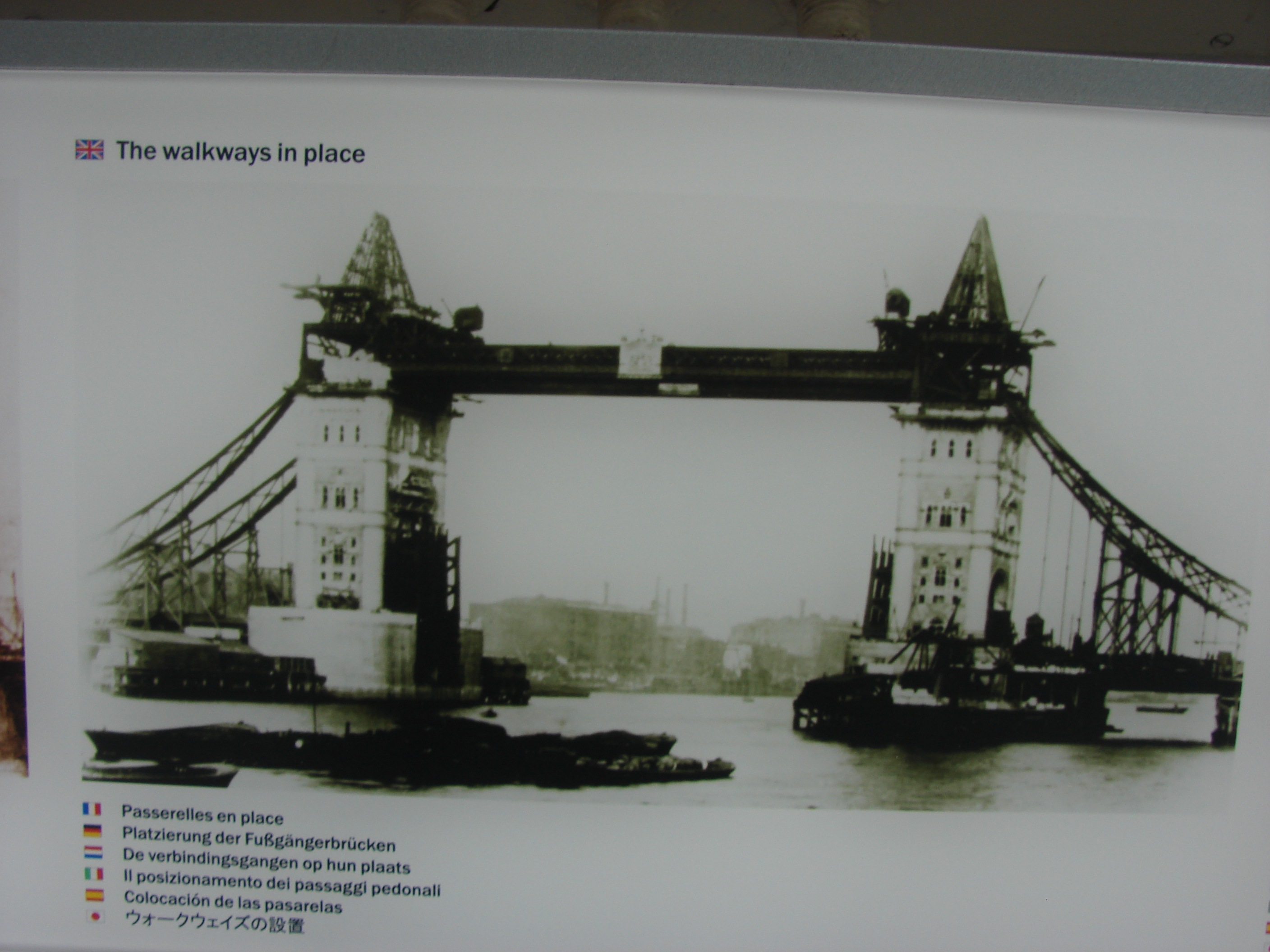
Tower Bridge, London Under Construction 2
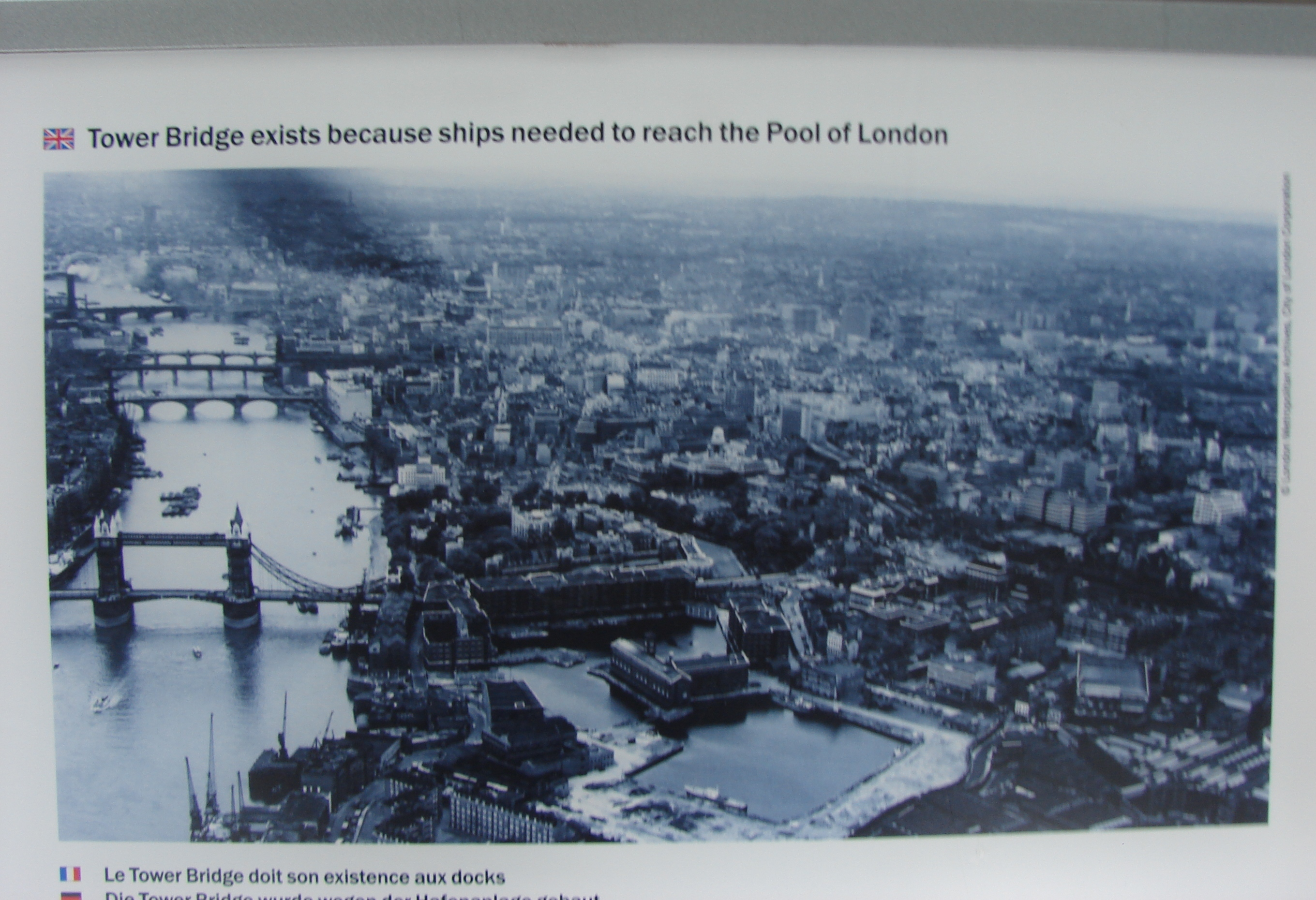
Tower Bridge, London Old photo
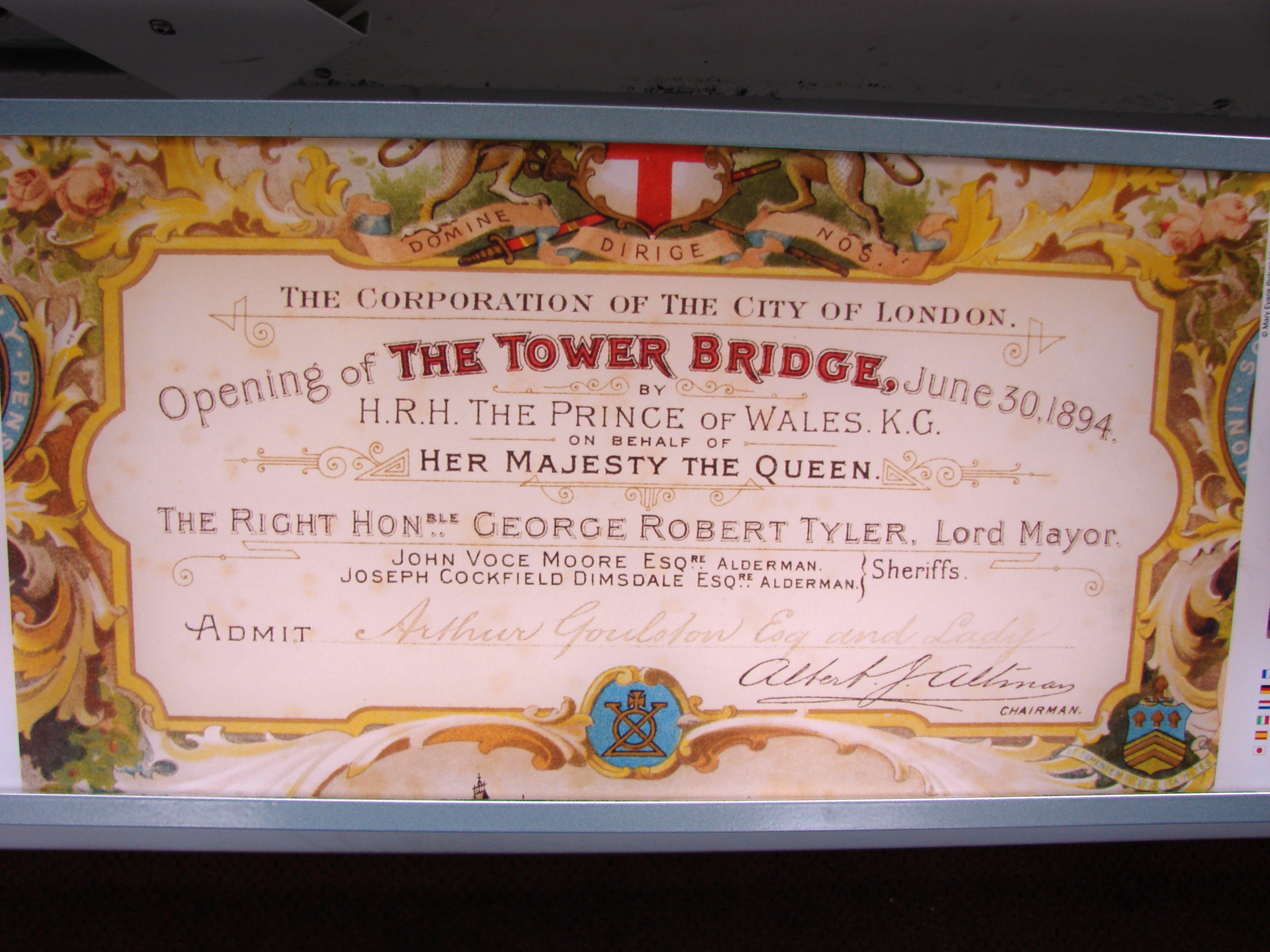
The invitation of opening of Tower Bridge, London
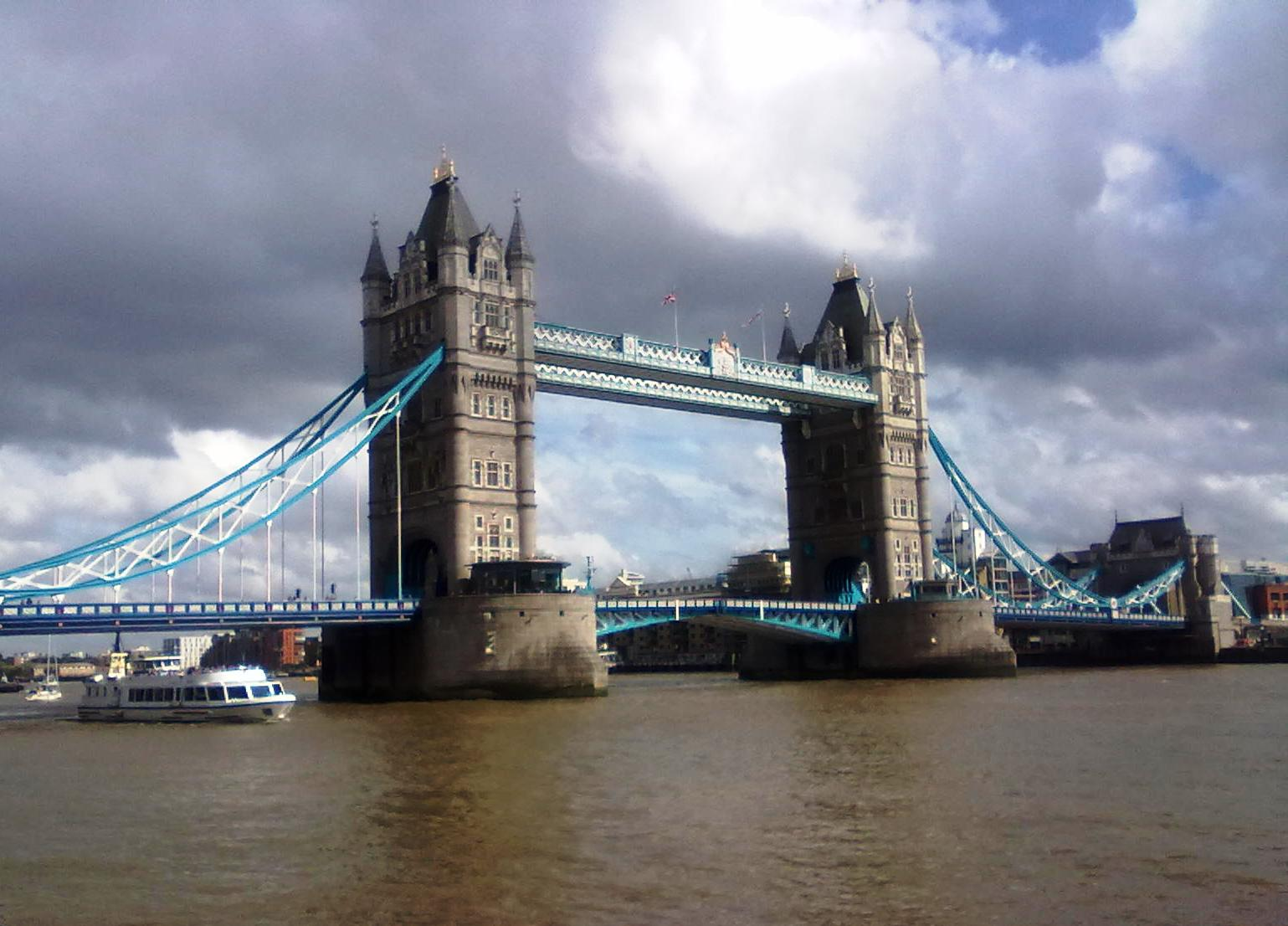
The Tower Bridge, London
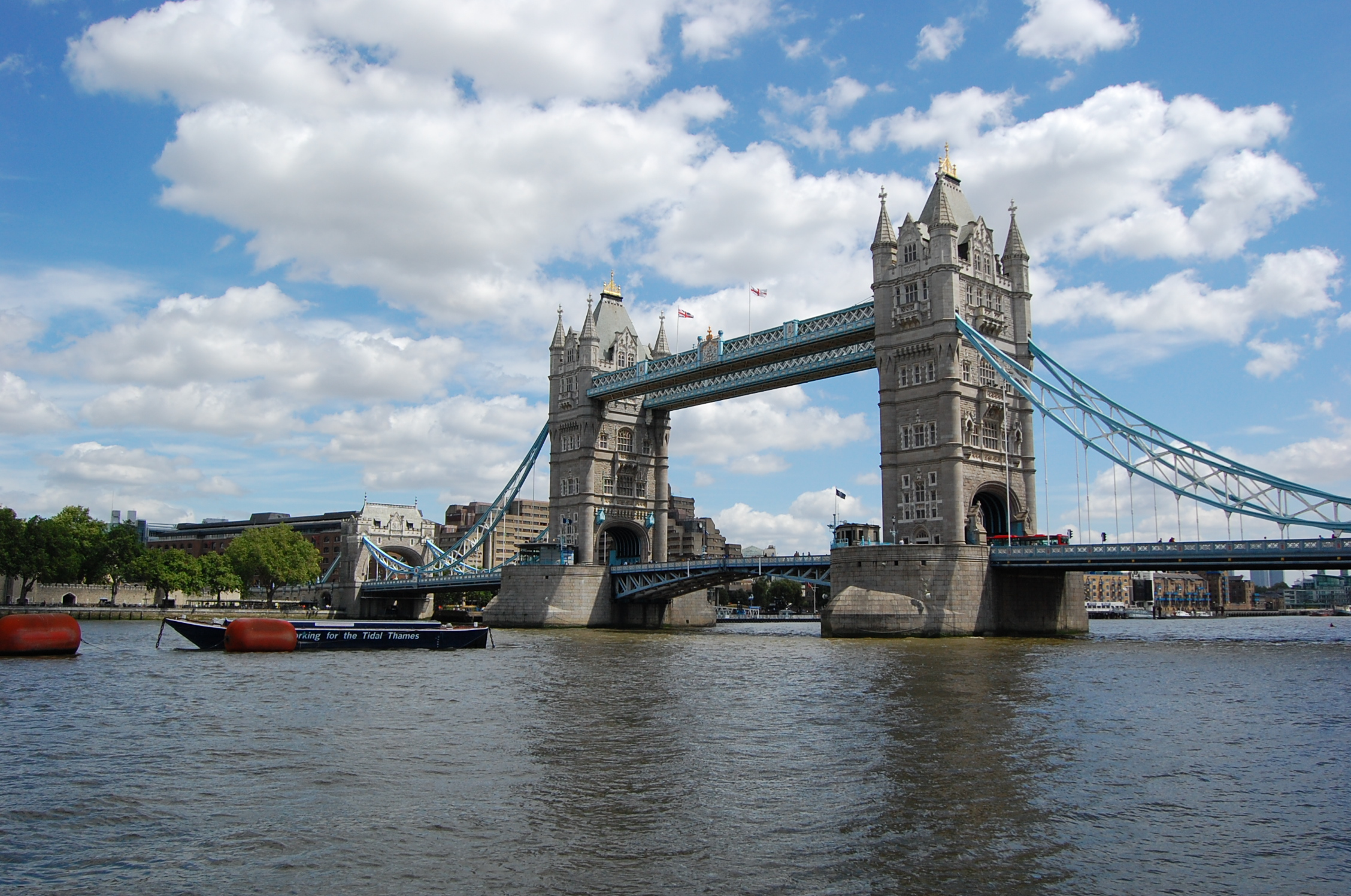
Tower Bridge during day
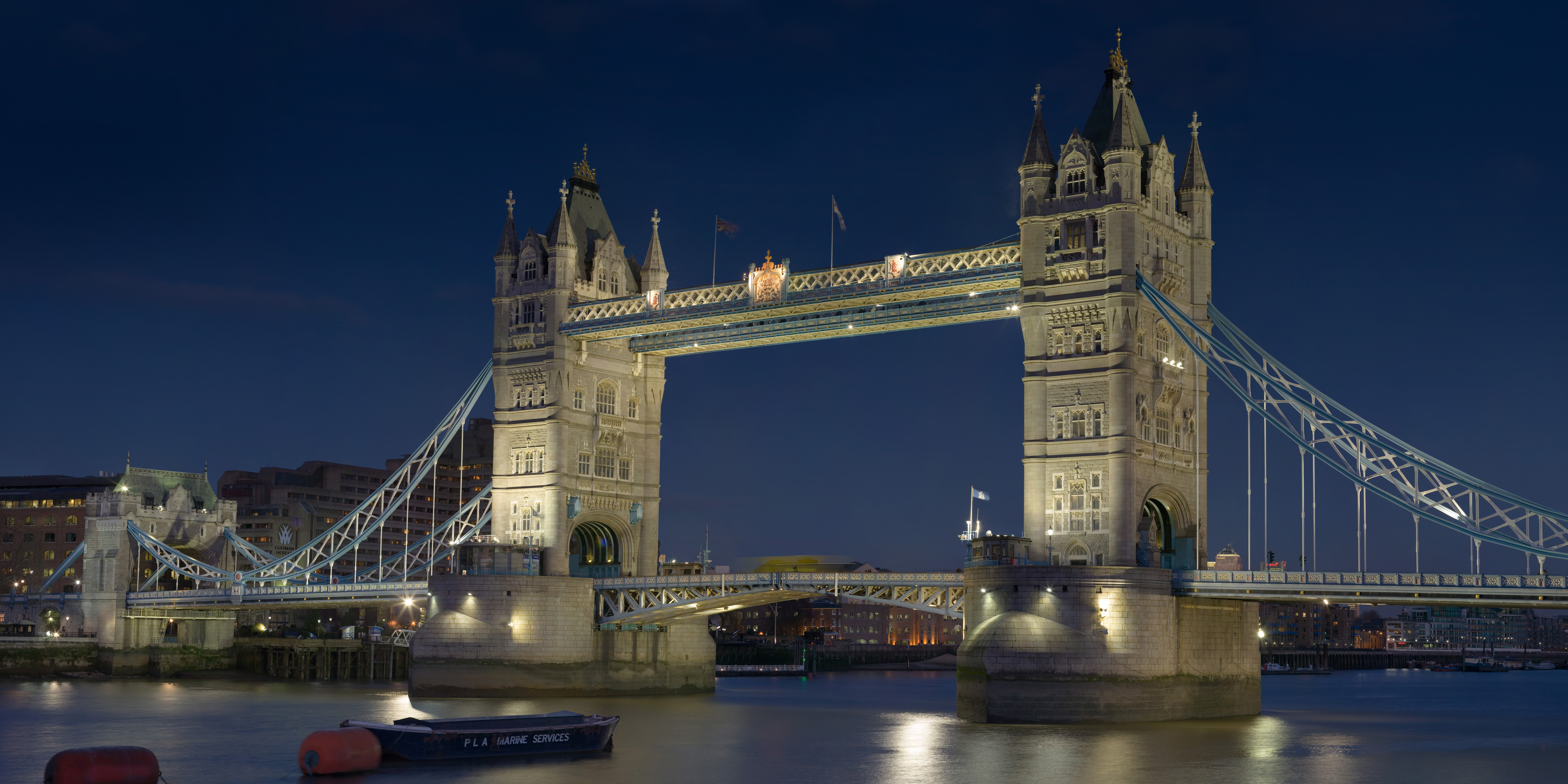
Tower Bridge at night
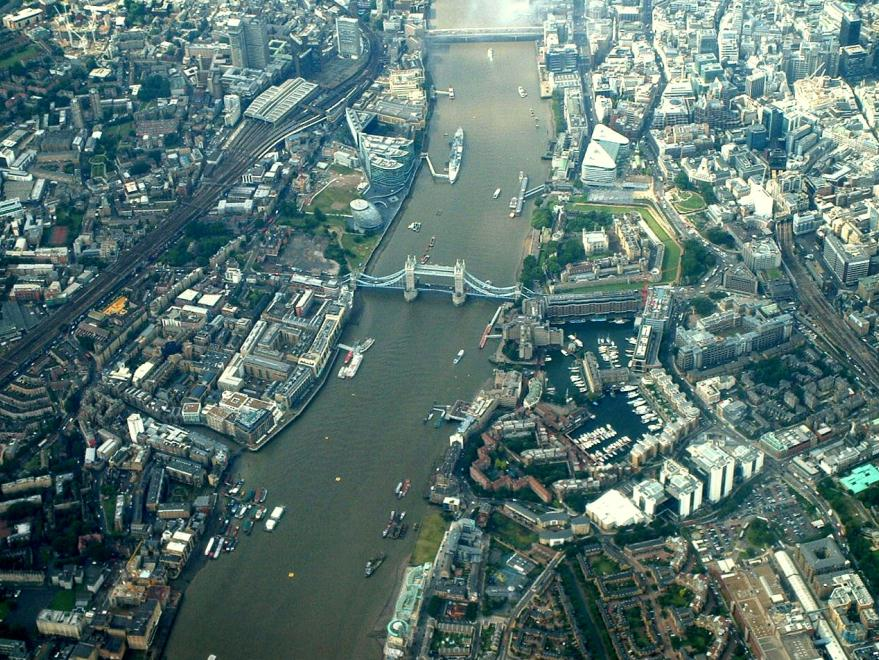
Tower Bridge area from the air
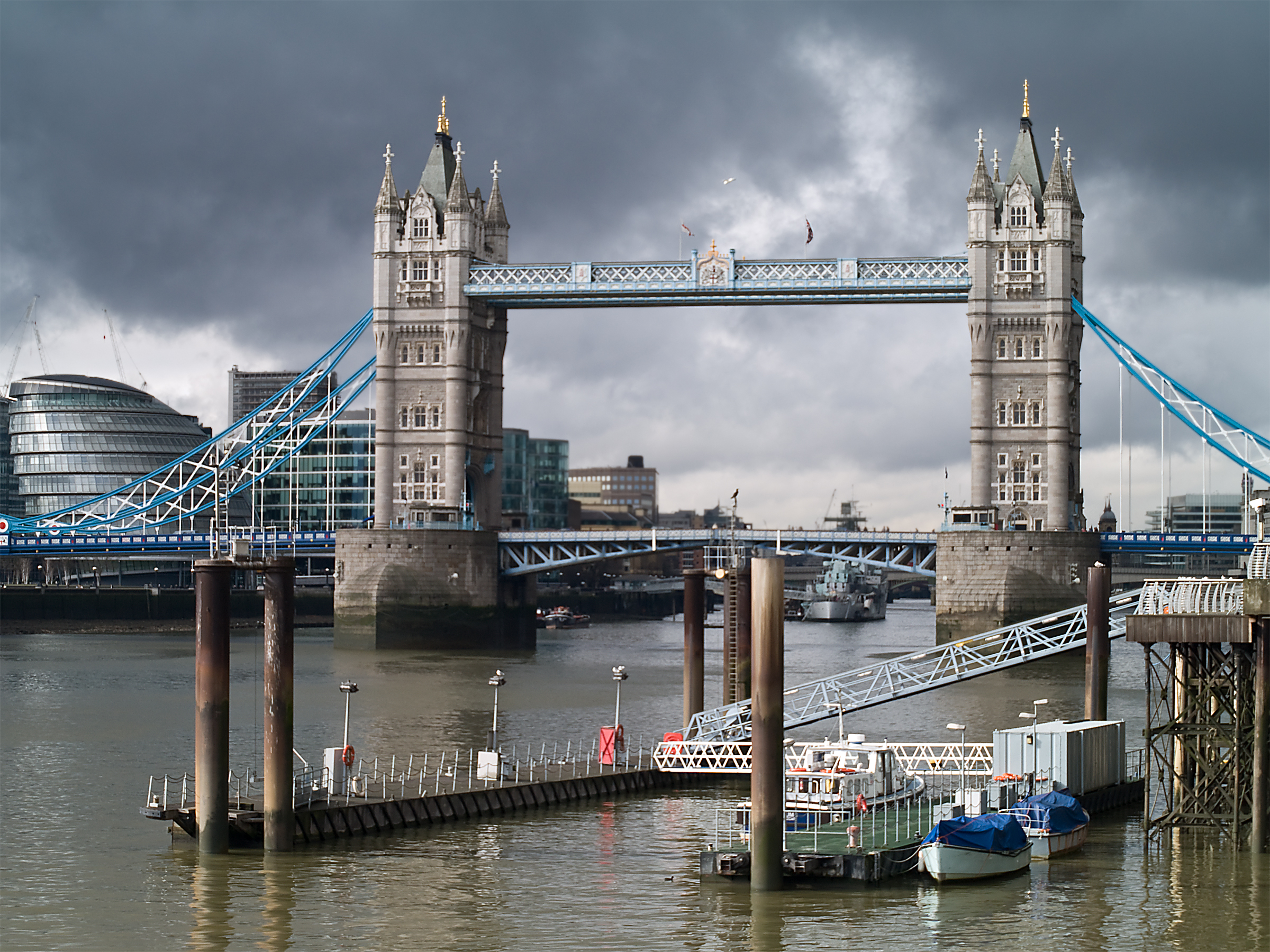
Tower Bridge seen from the north bank of the Thames
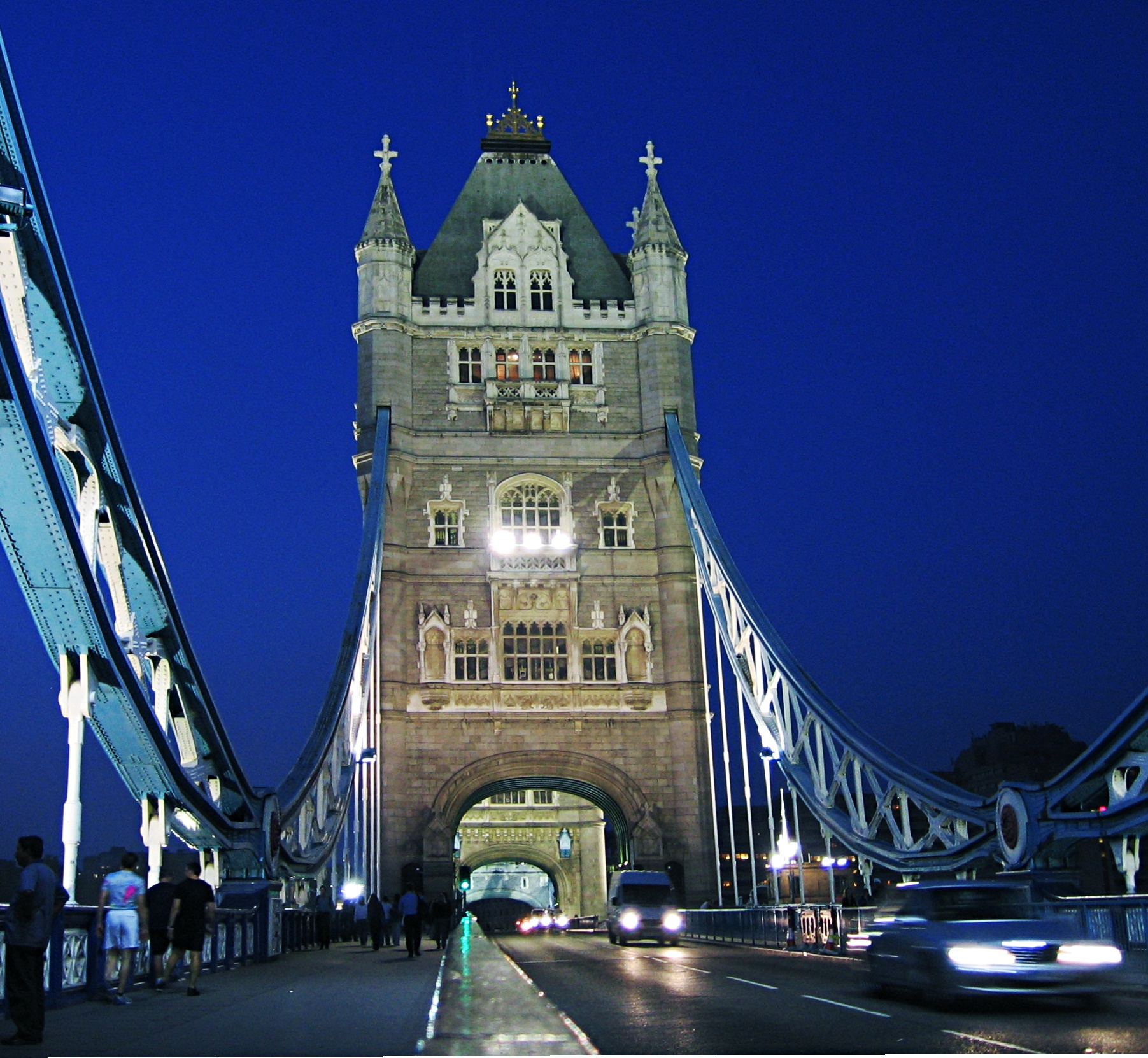
South view at dusk
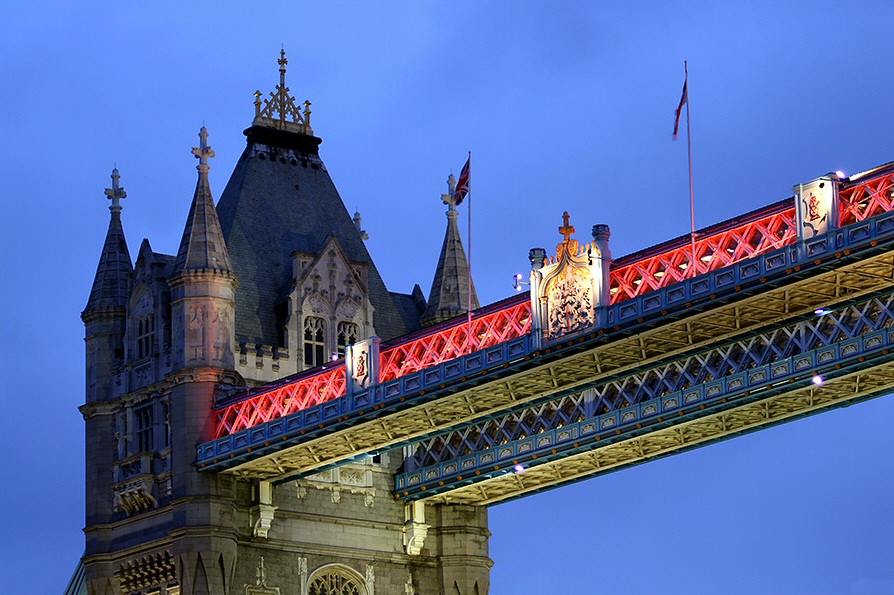
Close-up of walkways, illuminated at dusk
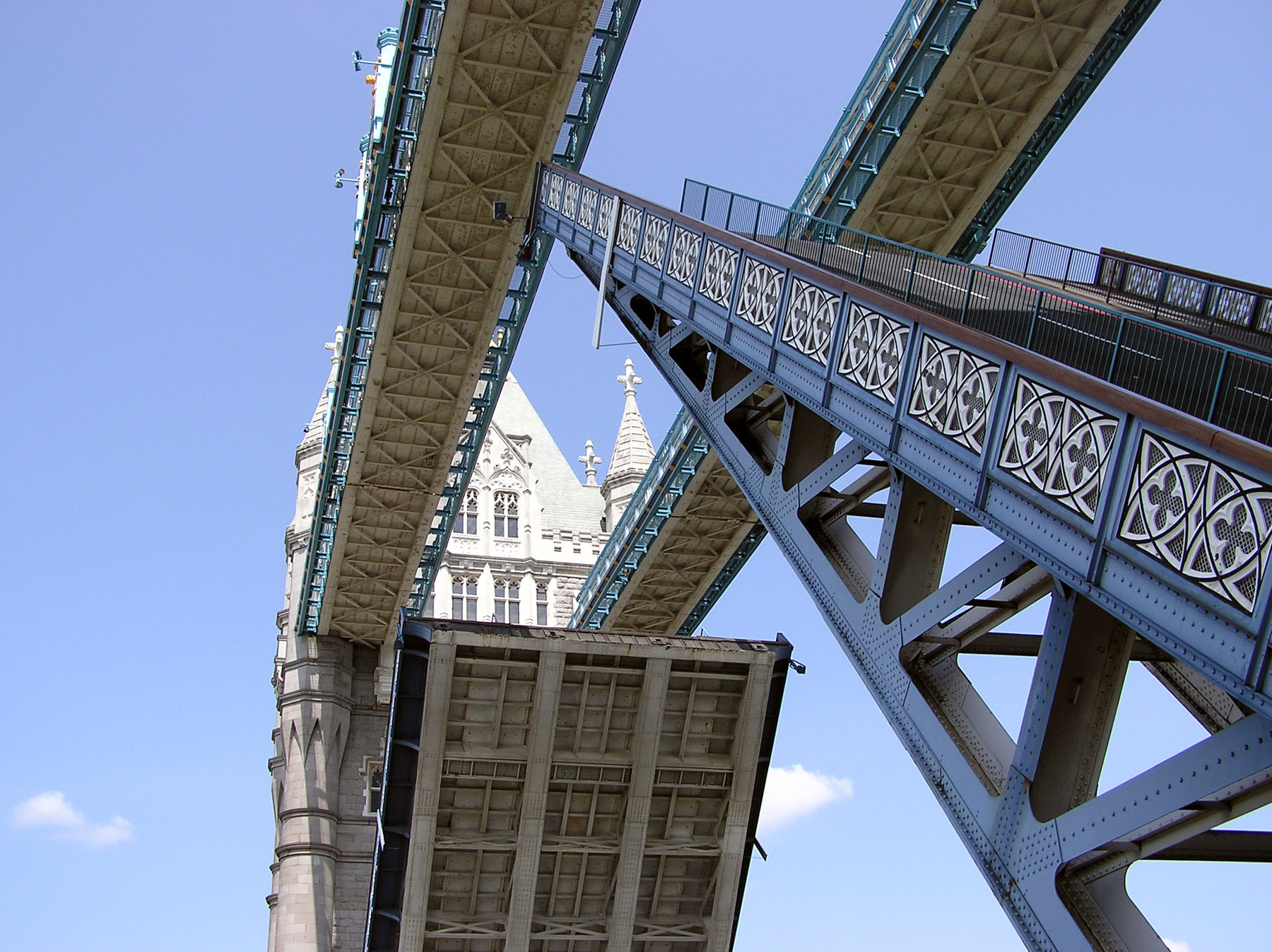
Close-up of opened bascules
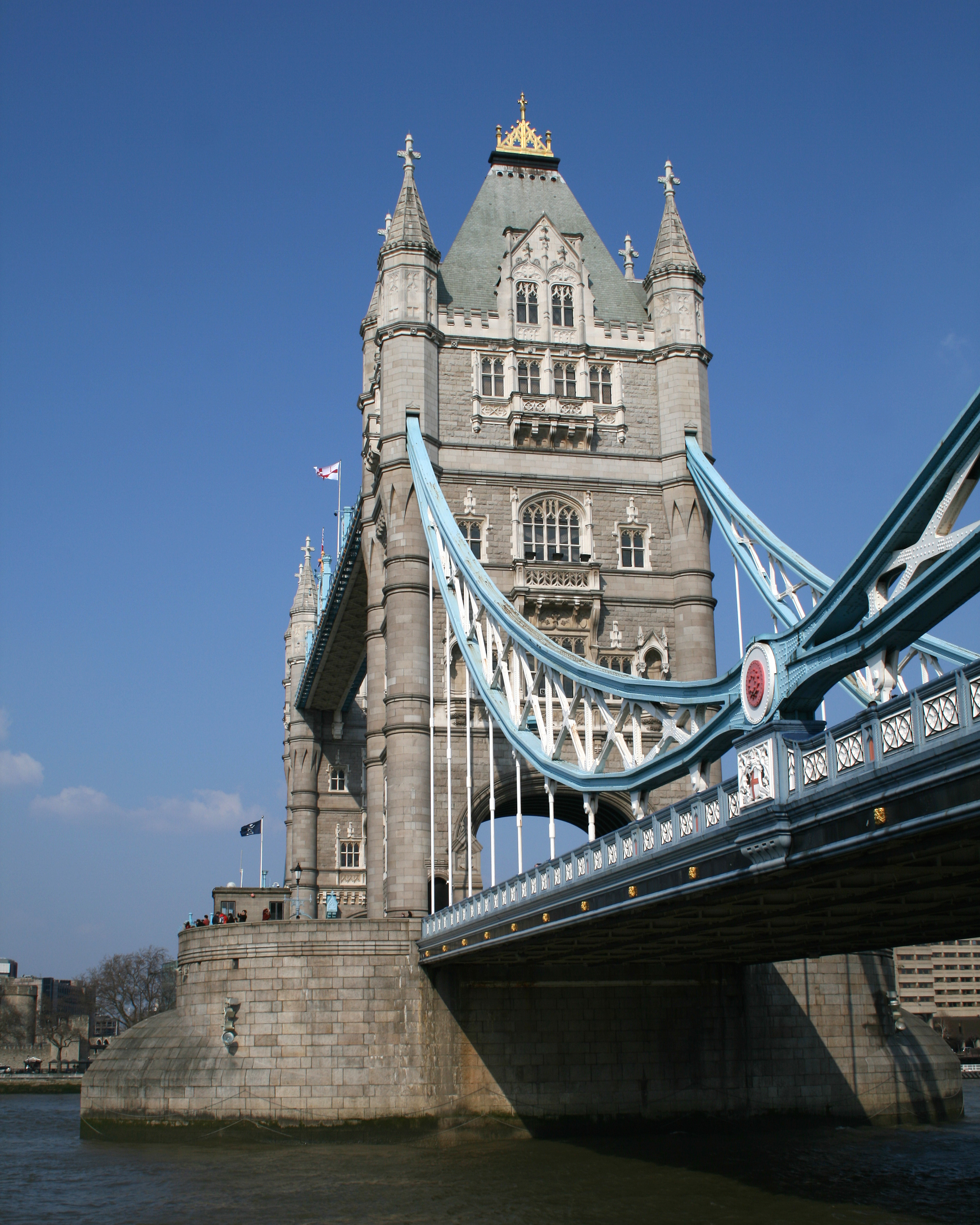
The south tower, showing pier at river level